# Arco (Adelsgeschlecht)

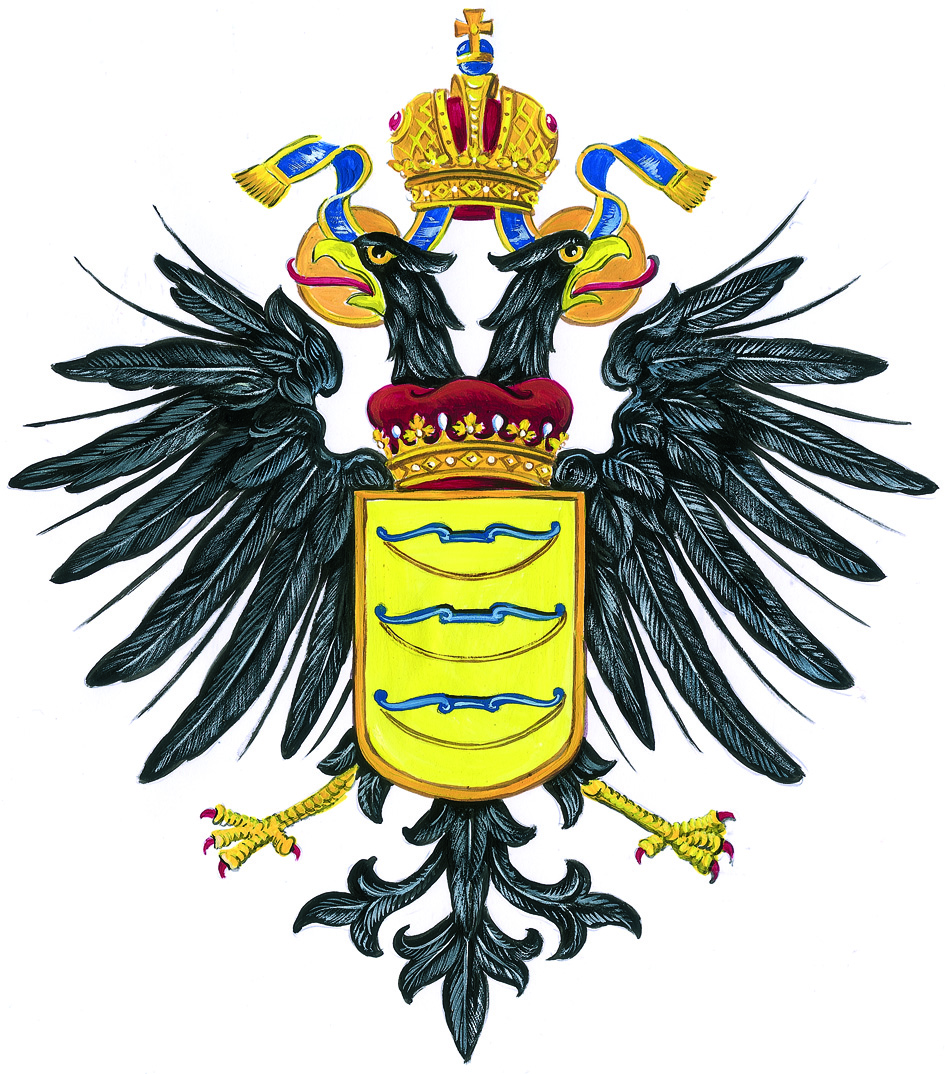
Wappen der bayerischen Linien Arco-Zinneberg und Arco-Valley. Der Reichsadler und die Erlauchtkrone wurden der Familie im Hinblick auf die (1614 verlorene) Reichsunmittelbarkeit verliehen.

Das ursprünglich italienische Uradelsgeschlecht der Arco, erstmals 1124 urkundlich bezeugt, stammt aus dem Gebiet des Fürstbistums Trient (heute Autonome Provinz Trient). Der Stammsitz des edelfreien Geschlechts war die Burg Arco, nördlich des Gardasees am Unterlauf des Flusses Sarca gelegen. Diese war zunächst Reichslehen, ab 1210 ein Lehen des Hochstifts Trient, ab 1413 durch Entscheidung König Sigismunds erneut reichsunmittelbares Territorium. Mit der Annexion der Grafschaft Arco durch das Haus Habsburg und die Eingliederung in die Gefürstete Grafschaft Tirol 1614 endete faktisch die Reichsunmittelbarkeit.
Die italienische Linie erlosch im 20. Jahrhundert. Der um 1700 nach Bayern gezogene Zweig besteht bis heute.

## Geschichte

### Herkunft

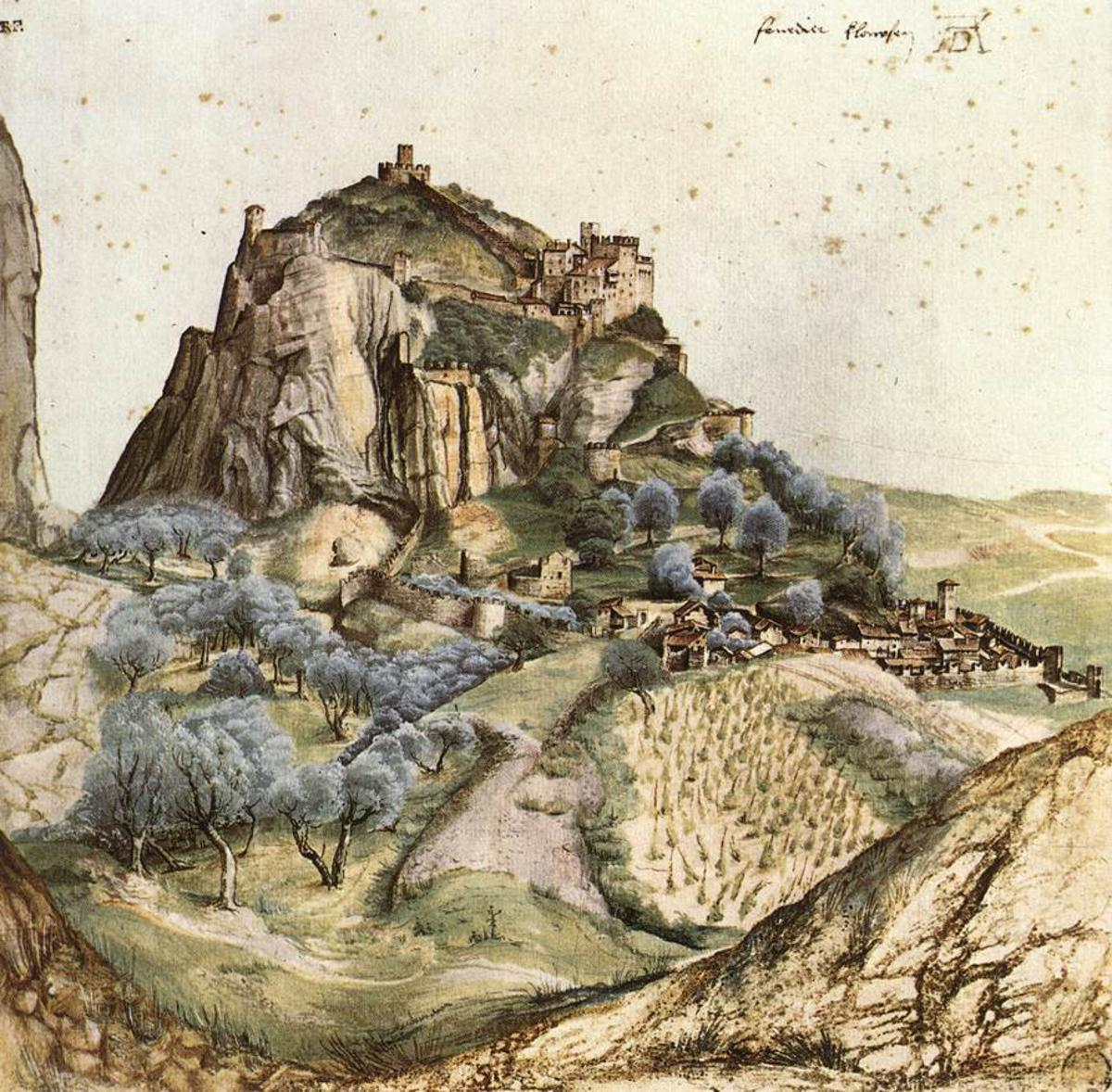
Burg Arco, Aquarell von Albrecht Dürer, 1495

Die namengebende Burg der Herren von Arco soll in römischer oder langobardischer Zeit entstanden sein. Sie lag strategisch günstig auf einem steil abfallenden Felsen oberhalb des Sarcatals und galt jahrhundertelang als uneinnehmbar. Im 12. Jahrhundert bestand sie aus einem Turm, der mit einer Ringmauer umgeben war. In der Mitte des 13. Jahrhunderts errichtete man auf halber Höhe eine neue Burg. Den Anblick von 1495 hielt Albrecht Dürer in einem Aquarell fest.
Die gesicherte Stammreihe beginnt mit Riprandus de Arcu, dem Vater des 1124 urkundlich erstmals bezeugten Fridericus de Archo. Aus den frühesten Lehnsurkunden ab 1186 für den Bischof von Trient geht der edelfreie Stand und die lange währende Zugehörigkeit der Herren von Arco zum einheimischen Adel hervor. Als Edelfreie besaßen sie Privilegien, wie Immunität und hohe Gerichtsbarkeit. Ihre Burgen lagen an der Grenze zu Reichsitalien (das Trentino gehörte im 12./13. Jahrhundert nicht zum italienischen, sondern zum deutschen Reichsteil, die Grenze verlief unmittelbar nördlich des Gardasees) und ebenfalls im Bereich der deutsch-italienischen Sprachgrenze, regional wurde aber zumeist ladinisch gesprochen.
Die Brüder Ulrich (1155–1196) und Friedrich (1160–1196) erlangten durch ein Bündnis mit dem Stauferkaiser Friedrich Barbarossa (1122–1190) ein Reichslehen. 1191 begleiteten sie Heinrich VI. (1165–1197) auf seinem Zug zur Kaiserkrönung nach Rom. Systematisch bauten sie ihre Grundherrschaft aus und schützten sie durch die strategisch positionierten Burgen Castel Drena am nördlichen Zugang zum Sacratal, Castel Penede am südlichen.

### Mittelalterliche Geschichte

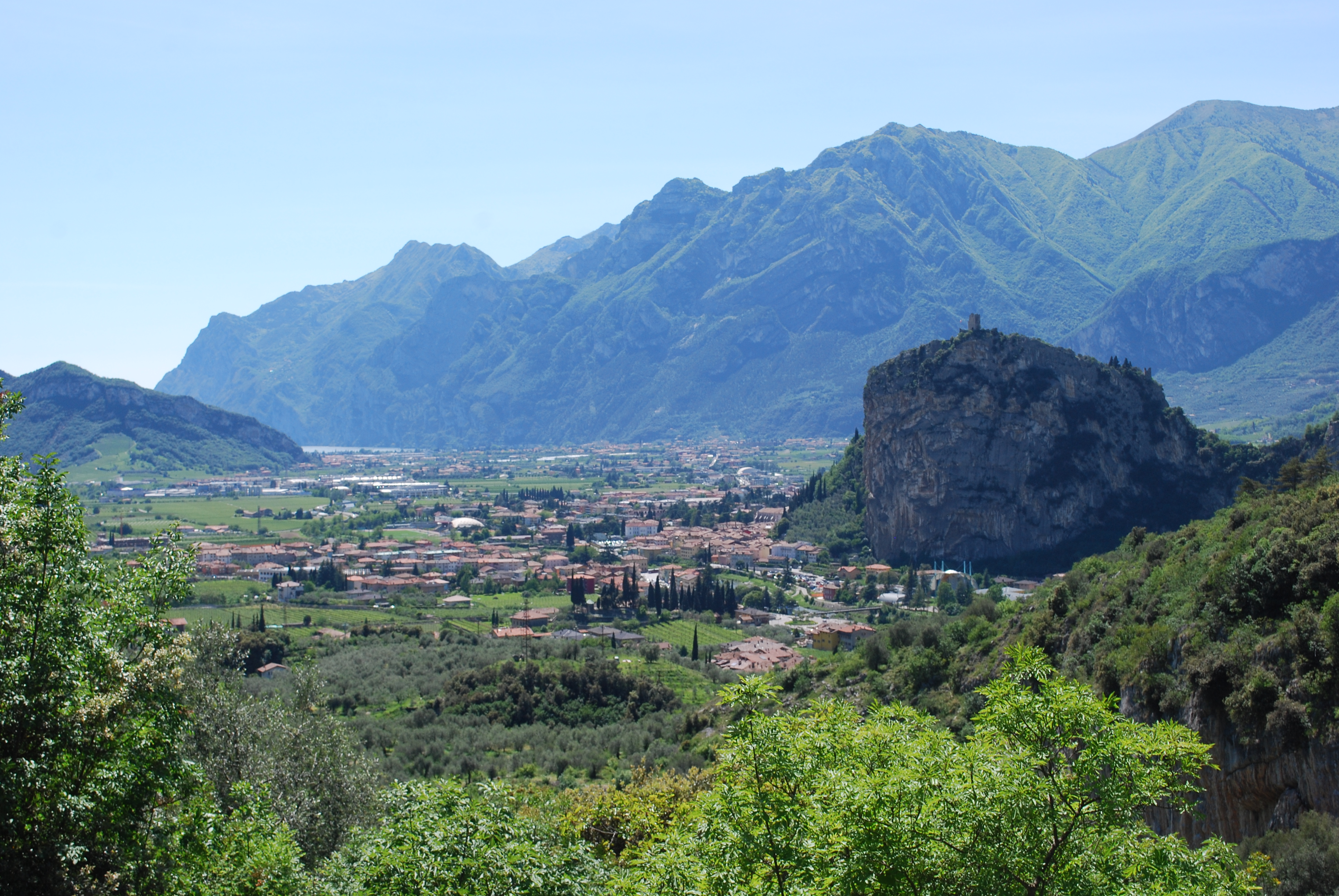
Burgruine Arco am Gardasee

1210 zwang der Bischof von Trient, Friedrich von Wangen (reg. 1207–1218), die Herren von Arco in die bischöfliche Ministerialität, wodurch sie die Blutgerichtsbarkeit einbüßten. Friedrich (1186/87–1237/38), Sohn des älteren Friedrich, stand vermutlich 1220 im Gefolge Friedrichs II. von Hohenstaufen bei seiner Kaiserkrönung in Rom. Kaiser Friedrich II. erhob ihn und seine Neffen Adalbert (1198–1236) und Riprand (ca. 1203–1265) 1221 zu Grafen von Arco und Torbole. Das Castel Penede gehörte ebenfalls zum Familienerbe.
Im 13. Jahrhundert gerieten die Herren von Arco in die Auseinandersetzungen zwischen päpstlichen Guelfen und kaisertreuen Ghibellinen. Ulrich der „Gepanzerte“ (1232–1282), ein guelfischer Parteigänger, wurde der mächtigste Adelige in Judikarien. Judikarien bezeichnet das Gebiet westlich von Trient und nordwestlich des Gardasees an der oberen Sarca und des oberen Chiese sowie das des nördlich gelegenen Brentamassivs. Er gewann das Recht der Ausübung der hohen Gerichtsbarkeit zurück und baute die Herrschaft Arco systematisch aus, indem er den zersplitterten Grundbesitz arrondierte. Es gelang ihm, seine bislang auf Personen aufgebaute Machtposition in eine geschlossene territoriale Herrschaft umzuwandeln. 1269 wurde er zum Podestà von Brescia gewählt, 1273 von Cremona. Infolge von Familienstreitigkeiten um die Einheit von Besitz und Burg warf er seinen ghibellinischen Vetter Riprand lebenslang in das Verlies der Burg Arco und bemächtigte sich seines reichen Besitzes. Den Zenit seiner Macht erreichte er 1275 durch den Neutralitäts- und Friedensvertrag mit Graf Meinhard II. von Tirol. Nach seinem Tod gerieten die Herren von Arco 1284 unter Tiroler Lehenshoheit.

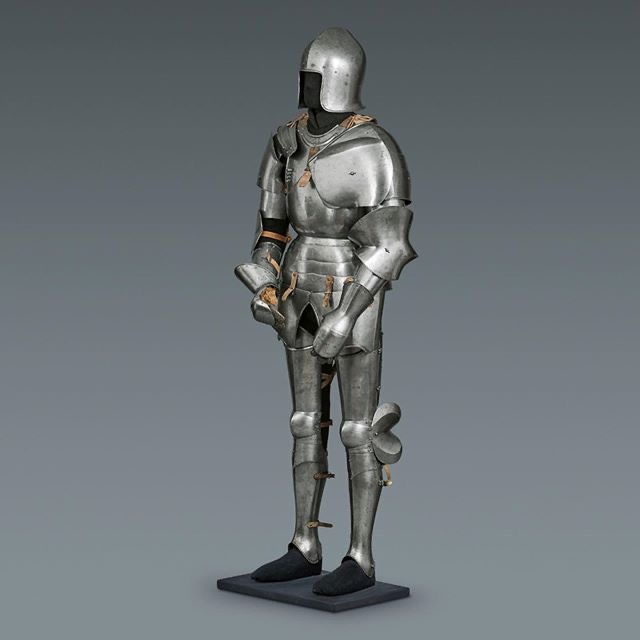
Harnisch des Grafen Galeazzo d’Arco, 1448

Im 14. Jahrhundert führten abermals Unstimmigkeiten innerhalb der Familie zu Auseinandersetzungen, die Anton (1355–1387) als Einziger überlebte. Er vereinte ab 1363 die gesamte Herrschaft in seiner Hand. Durch seine Eheschließung mit Orsola di Correggio begründete er erstmals politische und wirtschaftliche Beziehungen zum Fürstenhof der Gonzaga in Mantua.
Seine Nachfolger lavierten zwischen Verona, Mailand, Venedig, Tirol und dem Reich. Als Parteigänger von König, ab 1433 Kaiser Sigismund in seinem Krieg gegen Venedig wurde Vinciguerra (1375/76–1444) 1413 in den Reichsgrafenstand und die Herrschaft Arco mit den Burgen Drena, Penede und Castellino zur reichsunmittelbaren Grafschaft erhoben. Vinciguerra begleitete Sigismund 1415 zum Konzil nach Konstanz, wo ihm der Titel eines königlichen Familiaren verliehen wurde. 1433 erhielt auch Vinciguerras Bruder Anton (1381/82–1447) den Reichsgrafentitel anlässlich des Besuchs Kaiser Sigismunds in Arco.
Im 15. Jahrhundert stiegen die Grafen von Arco durch die Hochzeit Ulrichs (um 1445–1528) mit Caecilia von Gonzaga 1475 in den Kreis der bedeutenden Renaissancefürsten auf. Die Verbindung bescherte ihm den Besitz von Cavriana bei Mantua und „auf ewige Zeiten“ das Bürgerrecht von Mantua. Doch ließen sich die Grafen nicht, wie andere italienische Adelige, in den großen Städten nieder, sondern blieben dauerhaft in Arco, wo sie sich Palazzi in der Stadt, z. B. den Palazzo di San Pietro (heute Palazzo Marchetti) und den Palazzo del Termine erbauten. Die Stammburg auf dem Felsen diente nur noch als Fluchtort in Kriegszeiten.

### „Adrianische Teilung“ 1512
Nachdem sich innerhalb der Familie Arco immer wieder Auseinandersetzungen über Besitz, Führung und politische Ausrichtung ergeben hatten, wurde 1512 schließlich der Erbstreit zwischen Ulrich (um 1445–1528) und seinem Bruder Andreas (um 1434/38 bis vor 1507) vom Reichskammergericht durch die „Adrianische Teilung“ beigelegt. Sie trennte die Familie in den andreasischen und den odalricischen (Ulrich’schen) Stamm. Die territoriale Trennungslinie verlief mitten durch die Stadt Arco, sie teilte das Reichslehen in die beiden nach den Stadttoren benannten Bereiche del Ponte (andreasischer Zweig) und della Scaria (odalricischer Zweig). Die Stammburg blieb gemeinsamer Besitz, beide Stämme blieben zu gemeinsamer Verteidigung bei äußeren Angriffen verpflichtet. Damit kehrte wieder Friede und Stabilität in diese so wichtige Grenzzone ein.

#### Andreasischer Stamm

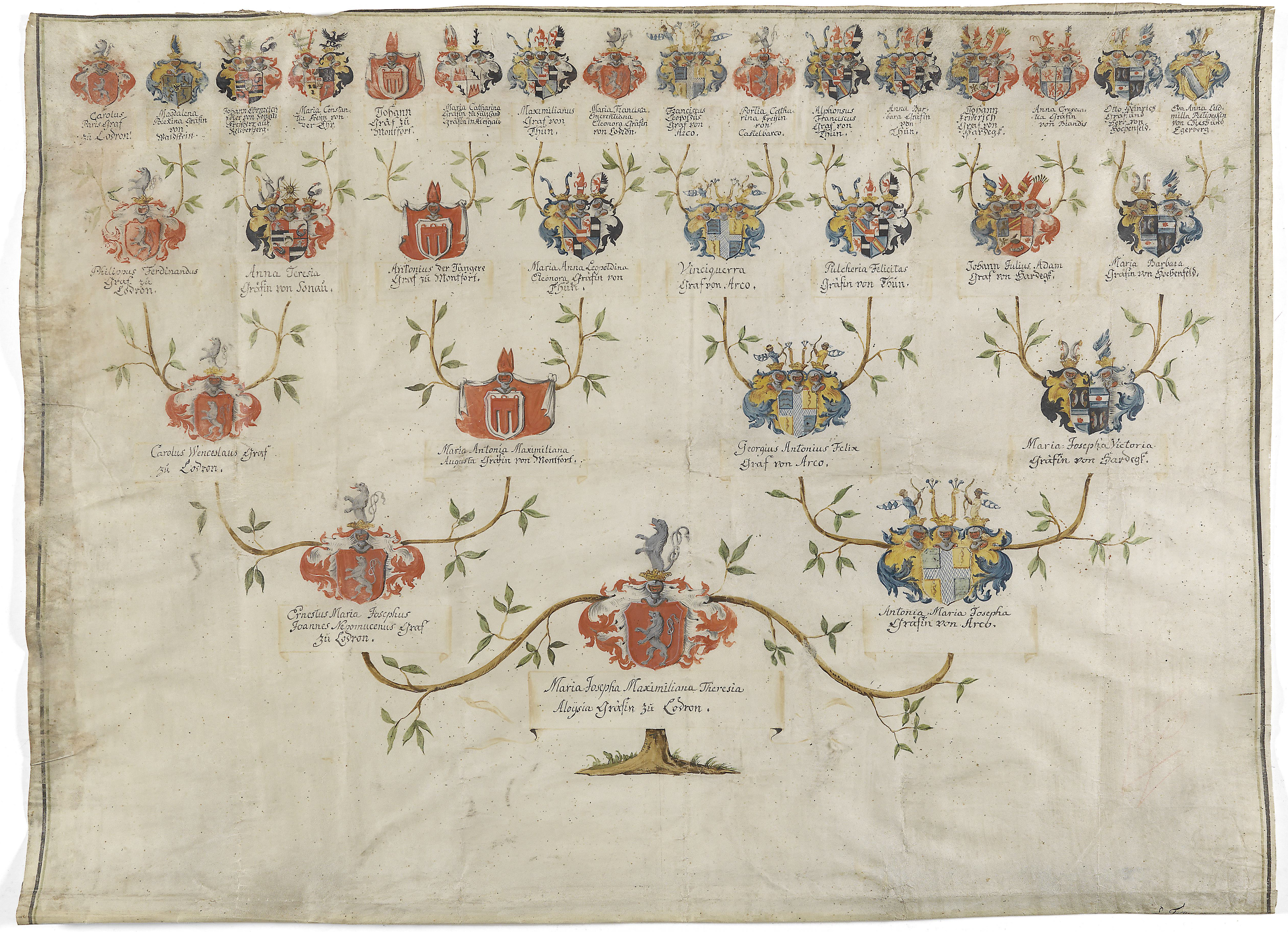
Wappen von Vinciguerra von Arco (1642–1721) und seine Frau Pulcheria Felicitas von Thun und Hohenstein angezeigt auf einer Ahnentafel aus dem 18. Jahrhundert

Der älteste Sohn des Andreas, Anton (um 1471–vor 1527 ⚭ Paula Gräfin von Lodron), stand früh in königlichen Diensten am Hof Maximilians I., wo seine Schwester Agatha (um 1469–1523) Hofdame der ersten Gemahlin Maximilians I., Maria von Burgund, war. 1495 ist Anton als Rat und Hofmarschall des Königs bezeugt. Im selben Jahr wurde er mit seinen drei Brüdern Alexander, Gerhard und Vinciguerra durch die Verleihung des sog. „kleinen Palatinats“ zu Hofpfalzgrafen (comites palatini) sowie zu Mitgliedern des kaiserlichen Konsistoriums ernannt. Die Lehensurkunden von 1521 von Kaiser Karl V. für beide Linien erwähnten die Herrschaften Arco (curtis und Territorium), die Orte Torbole und Drena und die Burgen Castellino, Penede, Drena, Restoro sowie Castel Spine (Restor und Lomaß, heute Teile von Comano Terme).
Weitere Mitglieder des andreasischen Stammes standen im 16. Jahrhundert in Hof- und Militärdiensten der Habsburger. Dem erfolgreichen Söldnerführer Gerhard (nach 1480-ca. 1528 ⚭ Cornelia Miniscalchi) verpfändete Kaiser Maximilian I. 1518 zur Sicherung des Nordufers des Gardasees die strategisch bedeutenden Vier Vikariate Ala, Castello di Avio, Brentonico und Mori. Sie wurden 1533 an den Bischof von Trient restituiert. Im Italienischen Krieg zwischen Kaiser Karl V. und Franz I. von Frankreich kämpfte Gerhard auf kaiserlicher Seite.
Sein Neffe Vinciguerra d. J. (nach 1520–nach 1592), der 1568 an der Hochzeit Herzog Wilhelms V. von Bayern mit Renate von Lothringen teilnahm und sich bei der Brautfahrt der Kaisertochter Anna 1570 zur Hochzeit mit König Philipp II. von Spanien im Gefolge der Braut befand, trat als königlicher Kämmerer in spanische Dienste. Er soll 1571 bei der Seeschlacht von Lepanto 3000 deutsche Söldner auf dem venezianischen Flügel befehligt haben. Vinciguerra „zählte im Rahmen seines Geschlechtes zu den verdienstvollsten Vasallen der Casa de Austria“.
1579 eskalierte ein Zerwürfnis zwischen den Vertretern der beiden Arco-Stämme, bei dem der Führer des andreasischen Stammes Anton (um 1552–1612) seinen odalricischen Vetter Horaz (um 1555–1579) ermordete. Die Folge dieser Gewalttat war die Besetzung der Grafschaft durch Erzherzog Ferdinand II. von Tirol. In der Kapitulation von 1614, die den Konflikt beendete, wurde die Unterwerfung der Grafschaft Arco unter die Tiroler Oberherrschaft besiegelt. Die Frage der Reichsunmittelbarkeit blieb ungeklärt.
Infolge der Personalunion, durch welche Kaiser Leopold I. 1665 die Landesherrschaft in Tirol übernahm, wanderten einige Reichsgrafen von Arco nach Mantua, Salzburg, Bayern und Schlesien aus. Folglich teilte sich der andreasische Stamm im 17. Jahrhundert in mehrere Zweige auf, einen älteren und einen jüngeren, einen mantuanischen, einen salzburgischen und einen schlesischen.
Unter Kaiser Joseph II. verlor die Stadt Arco ihre Autonomie, was den Niedergang der Grafschaft beschleunigte. Noch zwei Generationen der Familie lebten in Arco, bis sie im Revolutionsjahr 1848 ausstarben. Vinciguerra (1642–1721) war der erste, der Arco verließ und in kurbayerische Dienste trat. Er erwarb durch seine Heirat mit Maria Clara Freiin Ingram von Liebenrain als ersten Arco’schen Grundbesitz in Bayern Steppach bei Augsburg und Heimberg bei Fischach.
Weitere Vertreter der andreasischen Linie waren der Salzburger Obersthofmeister Georg (1705–1792), der die Prozesse um Arco’schen Familienbesitz mit den Odalricischen Grafen in München beendete, und Franz Leopold (1753–1819). Während dessen Zeit als Gouverneur von Arco und Penede erlebte die Grafschaft fünf französische Besatzungen von 1796 bis 1805. 1804 wurde Franz Leopold von der Tiroler Landesregierung aufgefordert, das Gouvernement von Arco niederzulegen. Damit endete die reichsgräfliche Herrschaft in Arco.

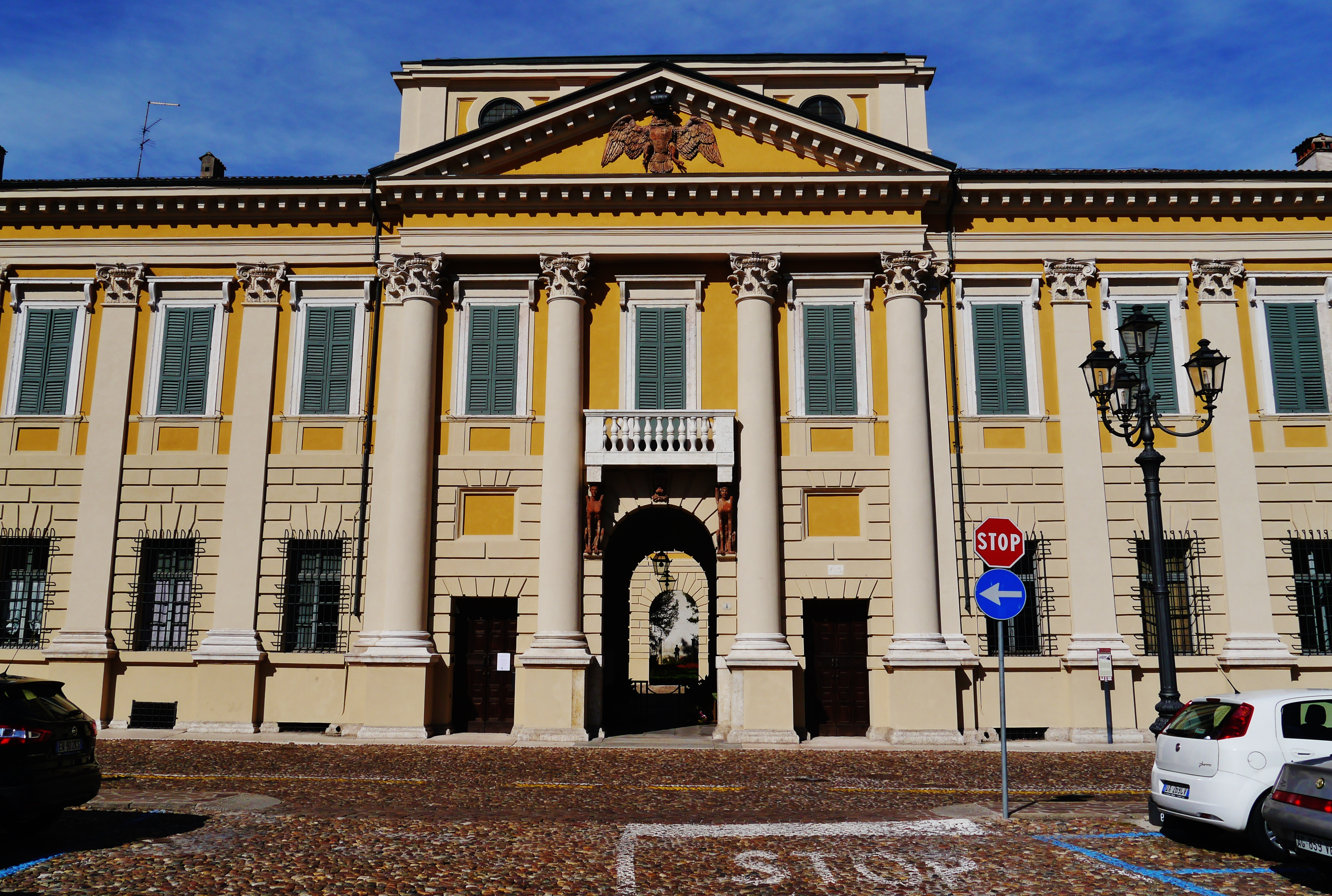
Palazzo d’Arco in Mantua

Reichsgraf Franz Albert (1647–1709) wurde 1696 durch seine Heirat mit Gräfin Therese Chieppio Stammvater des bis 1917 blühenden Mantuaner Zweiges. Der Name Chieppio wurde dem Familiennamen Arco angehängt. Sein Sohn Franz Eugen (1707–1776) heiratete die Tochter des mantuanischen Ministers Marchese Lelio Ardizzoni und führte fortan den Namen Arco-Chieppio-Ardizzoni. Sitz der Familie war der Palazzo Chieppio, heute Palazzo d’Arco in Mantua. Dort fand 1810 die Kriegsgerichtsverhandlung und Verurteilung des Tiroler Freiheitshelden Andreas Hofer statt. In den nachfolgenden Generationen gab es in der Familie mehrere Wissenschaftler. Unter ihnen ragte Karl (ca. 1800–1873) heraus als Autor von Werken über Nationalökonomie, Kunst und Archäologie, über die Geschichte von Mantua sowie als Maler historischer Gemälde. Der Platz vor dem Palazzo d‘Arco in Mantua wurde nach ihm in Piazza Carlo d'Arco umbenannt.
Der Politiker Franz Anton (1848–1917) war der letzte männliche Arco in Mantua. Er setzte 1912 seine legitimierte natürliche Tochter Giovanna (1880–1973) als Universalerbin ein. Sie heiratete 1905 Leopold Marchese Guidi di Bagno. 1927 kaufte Marchesa Giovanna den hälftigen Anteil der Burg Arco von den in Bayern lebenden Arcos, da diese nach dem Ersten Weltkrieg keinen Besitz mehr in Italien haben durften. Sie trug die Arco’schen Archive und Besitzungen zusammen und vererbte sie der von ihr gegründeten Fondazione d'Arco. Diese verkaufte 1982 die Burg Arco und andere Immobilien an die Stadt Arco und verwandelte den Mantuaner Palast in ein Museum.
Einige in Salzburg ansässige Reichsgrafen von Arco gehörten dem geistlichen Stand an. Der Salzburger Domherr Johann Baptist (1650–1722) trat als Wohltäter der kirchlichen Einrichtungen seiner Heimatstadt hervor. Josef Franz (1686–1746) wurde 1729 Bischof von Chiemsee und Weihbischof von Salzburg, sein Neffe Josef Adam (1733–1802) Bischof von Königgrätz und 1780 Fürstbischof von Seckau mit dem Bischofssitz in Graz.
Der Bruder des Bischofs Josef Franz, Georg (1705–1792), wurde 1729 in die Salzburger Landtafel aufgenommen, stieg im Hofdienst des Fürsterzbischofs bis zum Obersthofmeister auf und tat sich als Gönner und Förderer des jungen Wolfgang Amadeus Mozart hervor. Seine Tochter Maria Anna (1741–1764) beherbergte die Familie Mozart im Winter 1763/64 im Pariser Hôtel de Beauvais, dem Sitz ihres Ehemannes, des kurbayerischen Gesandten Graf Maximilian van Eyck. Sie ermöglichte dem 7-jährigen Wunderkind Auftritte vor der adligen Pariser Gesellschaft und dem französischen Königshof in Versailles. Ihr Bruder Karl (1743–1830), der auch ein hohes Hofamt beim Salzburger Fürsterzbischof innehatte, ging mit einem legendären „Fußtritt“ in die Musikgeschichte ein, mit dem er Mozart 1781 nach dessen wiederholten Auftritten unsanft aus dem Vorzimmer und den Diensten des Erzbischofs entfernte.

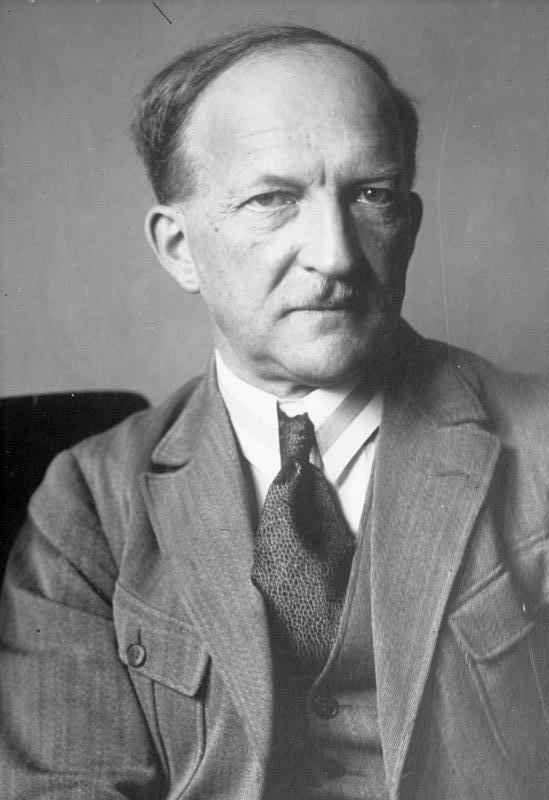
Georg Graf von Arco (1869–1940)

Im 17. Jahrhundert gründete Anton Felix, gen. Georg (1662–1709 ⚭ Katharina Gertrud Freiin Ungnad von Weissenwolff) den von der übrigen Familie losgelösten schlesischen Zweig. Seine Mitglieder waren Gutsbesitzer (im 19. Jahrhundert von Groß-Gorschütz) und Militärs in preußischen, sächsischen und hessischen Diensten. Einige traten zum Protestantismus über, wodurch sie ihrer Ansprüche auf die italienischen Familienbesitzungen verlustig gingen. Aus dem Zweig ging der Physiker und Elektroingenieur Georg (1869–1940) hervor, der maßgeblich an der Erforschung und Entwicklung der Hochfrequenztechnik in Deutschland mitwirkte und als Pionier der Radiotechnik gilt. Er war Mitbegründer und technischer Direktor des 1903 gegründeten Unternehmens Telefunken.

#### Odalricischer Stamm
Unter den Nachkommen des Stammvaters Ulrich brach 1542 mit einer Brandstiftung in der Burg Arco und dem Überfall der Angehörigen des Andreas-Stammes auf die odalricischen Verwandten eine der blutigsten und gewalttätigsten Phasen der Familiengeschichte an. Mit der Vertreibung des odalricischen Zweiges aus Arco verstießen sie gegen die Teilungsvereinbarung von 1512.
Ulrichs Sohn Hieronymus (ca. 1482–1553) löste durch seine unwürdige persönliche Lebensführung eine zerstörerische vermögens- und erbrechtliche Familienfehde aus, die in einen Banditenkrieg ausartete, der dem Prestige der Familie erheblich schadete. Im Zuge der Auseinandersetzungen brachten sich 1554 seine Neffen, die Brüder Ulrich († 1554) und Karl (um 1523–1554), gegenseitig um. 1579 führte das Zerwürfnis zum Eklat zwischen beiden Linien und zur Einnahme Arcos durch die Tiroler Truppen.

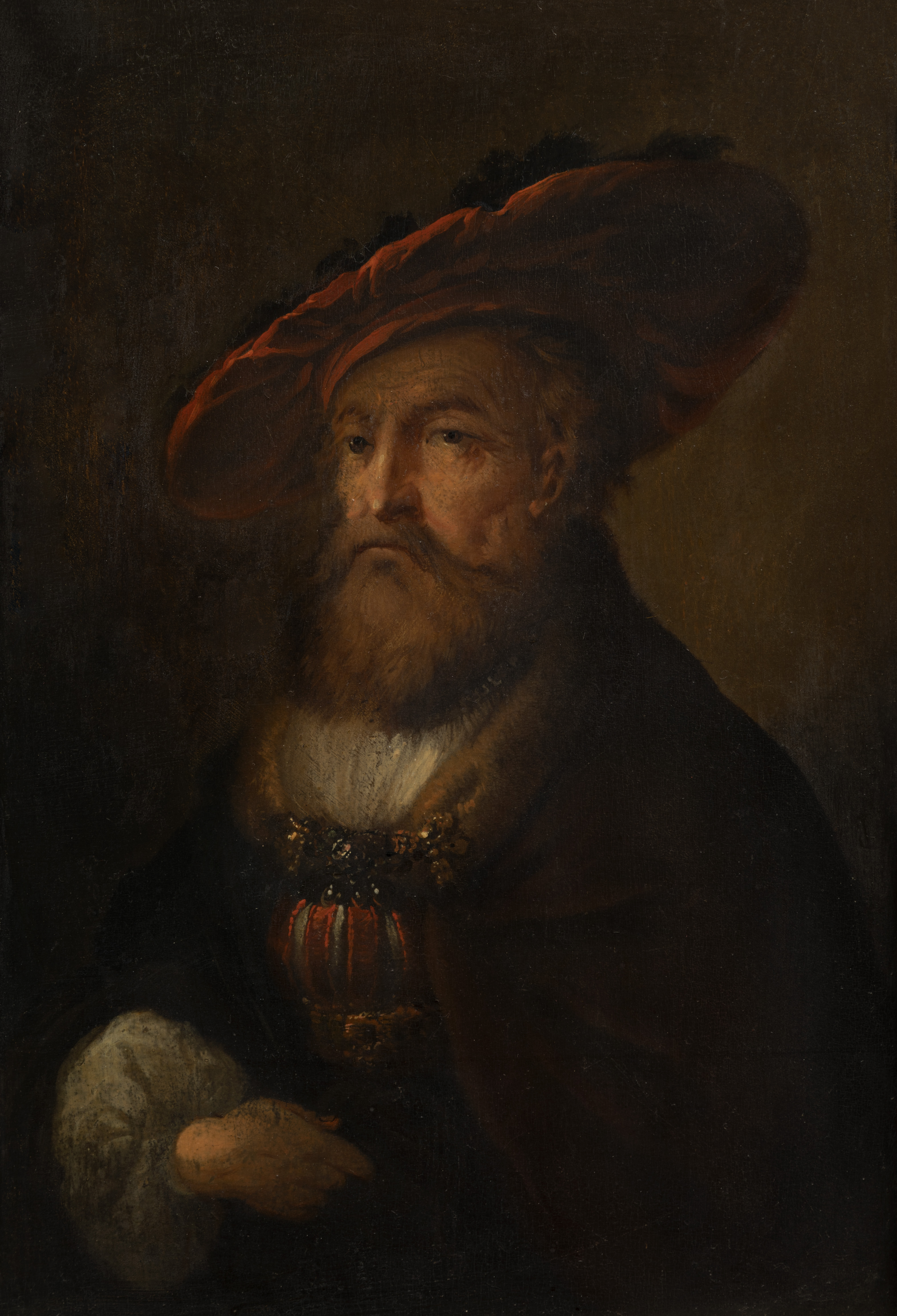
Nicolo d’Arco (1492/93–1547), Humanist und Poet

Ulrichs Sohn Nikolaus (1492–1547) ging als berühmter Poet und Humanist in die Geschichte ein. Er verfasste die „Numeri“, eine der bedeutendsten lateinischen Gedichtsammlungen seiner Zeit, und unterhielt europaweit Kontakte zu Gelehrten, Dichtern und Mäzenen. Seine Heirat 1520 mit Giulia Gonzaga, Gräfin zu Novellara († 1549), galt als vornehmste Verbindung, die ein Mitglied des Hauses Arco bislang eingegangen war. Infolge der andauernden Familienzwiste verließen seine Söhne den Bannkreis der Familie.
Scipio (um 1519–1573/75 ⚭ Katharina Meneses Freiin von Schwarzeneck) übernahm nach einer Kavalierstour durch Mitteleuropa hohe Ämter im kaiserlichen Hofdienst. 1560 leitete er die kirchenhistorisch bedeutsame Gesandtschaft des Kaisers nach Rom zur Thronbesteigung Papst Pius’ IV. Für seine Dienste erhielt er 1563 das böhmische Inkolat und die Herrschaft Joslowitz in Mähren. Sie blieb bis 1595 in Arco’schem Besitz. In seiner Zeit entstand und verbreitete sich die Legende von der Herkunft der Familie Arco von den Grafen von Bogen. Sie fand Eingang in die zeitgenössische genealogische Literatur und mündete um 1600 in die „Genealogia comitum a Bogen“ des Wolfgang Lazius. Als humanistisch verbrämte, fiktive Familiengeschichte idealisierte sie die Abstammung der Arcos und diente als Legitimation für die Rolle des Hauses im Reichsverband.
Scipios Bruder Prosper (1522–1572) wurde Gesandter der Kaiser Ferdinand I., Maximilian II. und Rudolf II. beim Hl. Stuhl unter den Päpsten Pius IV., Pius V. und Gregor XIII.
Der sechste Sohn von Nikolaus, Johann Baptist (um 1524–1588, ⚭ Julia Marchesa Guasco), trat ab ca. 1550 in spanische Kriegsdienste ein, gleichzeitig mit seinem Vetter Vinciguerra d. J. aus der andreasischen Linie.
Im Schicksalsjahr 1614 kam es durch die Ehe zwischen Pyrrhus (um 1570–1634) vom odalricischen und Regina (1601–1649) vom andreasischen Stamm zur Versöhnung beider Linien. Ihr Sohn Maximilian (1617–1683) errichtete testamentarisch ein Fideikommiss, der bis ca. 1800 bestand, jedoch wenig wirksam wurde.
Maximilians Sohn Johann Philipp (1652–1704) war kaiserlicher Feldmarschall-Leutnant im Spanischen Erbfolgekrieg. 1704 wurde er wegen der Aufgabe der Festung Alt-Breisach, deren Kommandant er war, hingerichtet.
Von seinem Bruder Pyrrhus (1647–1722) leitet sich der bayerische Zweig der odalricischen Grafen ab.

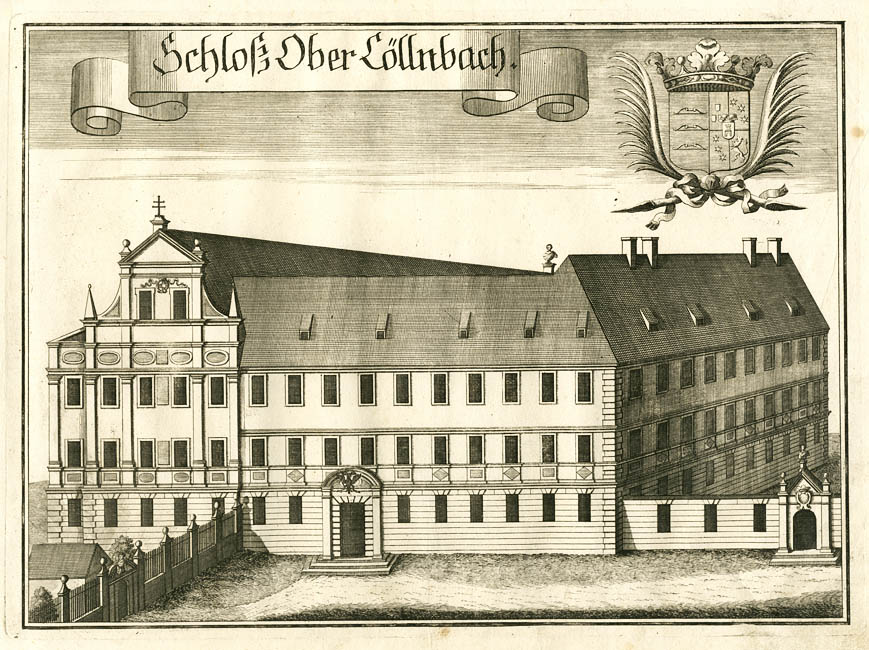
Schloss Oberköllnbach, Niederbayern. Kupferstich von Michael Wening um 1700

Enge Bande zu den bayerischen Wittelsbachern knüpfte der militärisch bedeutende Prosper (1615–1679). Unter Kurfürst Ferdinand Maria war er Statthalter von Ingolstadt und bayerischer Hofkriegsratspräsident. Mehrere Regimenter trugen seinen Namen. In Norditalien kämpfte Prosper mit Unterstützung des bayerischen Kurfürstenpaares in Arco, Mantua und Cavriana um die Unabhängigkeit seines Geschlechtes von der Grafschaft Tirol. 1674 trat er als Generalfeldzeugmeister in kaiserlichen Militärdienst. Seine fünfte Ehefrau Susanna Gräfin von Haunsperg (um 1639–1692) brachte die Grafschaft Valley in die Familie, die nach ihrem Tod den Grafen von Tattenbach und im 19. Jahrhundert wiederum den Reichsgrafen von Arco zufiel. Als ihr Sohn Leopold (1677–1703) 1700 seine Cousine Maria Febronia Gräfin von Haunsperg (1684–1710) heiratete, kam der Besitz Oberköllnbach in die Familie. Die barocke Schlossanlage wurde 1971 verkauft.

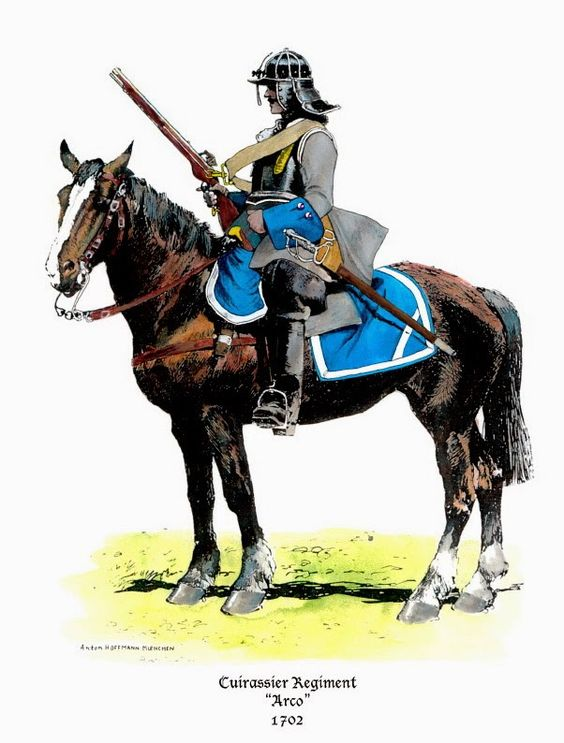
Arco-Kürassier 1702

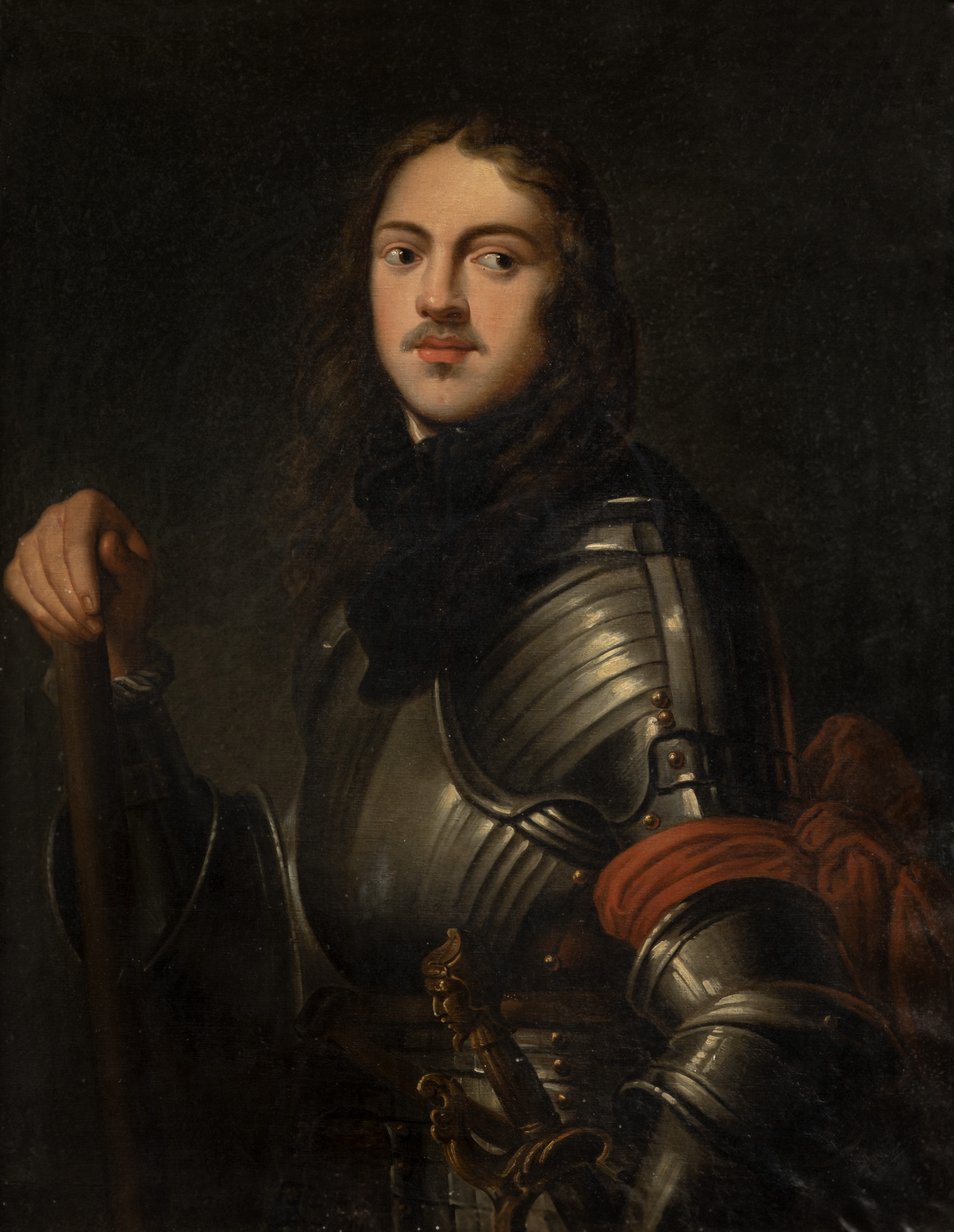
Johann Baptist Graf von Arco

Prospers Sohn Johann Baptist (ca. 1650–1715) errang unter Kurfürst Max Emanuel die meisten militärischen Erfolge aller Arcos. Nach Kriegserfolgen bei der Befreiung Wiens von den Türken 1683 gehörte er seit 1686 dem Generalstab des Kurfürsten an. 1688 wurde er Generalfeldmarschall-Leutnant und 1698 Präsident des Hofkriegsrates. Sein Reiterregiment, die „Arco-Kürassiere“, hatte wesentlichen Anteil an den Siegen Max Emanuels 1687 bei Mohács und 1688 bei Belgrad. Für seine Leistungen während des Spanischen Erbfolgekrieges 1702/1703 in Süddeutschland gegen die kaiserlichen Truppen wurde er 1702 zum Generalfeldmarschall ernannt und von Philipp V. mit dem spanischen Orden vom Goldenen Vlies ausgezeichnet. 1703 war er am bayerischen Feldzug gegen Tirol beteiligt, der zur Zerstörung Arcos sowie der Burgen Penede und Drena durch den französischen General Vendôme führte. Als Johann Baptist während des Exils des bayerischen Kurfürsten in Paris lebte, erhielt er von König Ludwig XIV. eine bedeutende Entschädigungssumme für die durch die Franzosen in der Grafschaft Arco verursachten Schäden. In München ist die Arco-Straße nach ihm benannt.
Auch Johann Baptists Neffe und Erbe Emanuel (1702–1767) stand in bayerisch-kurfürstlichen Diensten, ab 1740 als Obersthofmeister der Kurfürstin Maria Amalia. Er ließ durch François de Cuvilliés d. Ä. das früheste Arco-Palais an der Prannerstraße in München erbauen. Als Folge seines Lebensstils, des Ausverkaufs seines Besitzes und eines von ihm verursachten verhängnisvollen Familienzwists schmolz der Anteil der odalricischen Linie am Stammbesitz der Familie bis auf einen marginalen Rest zusammen. Die letzten Mitglieder der Linie verließen Arco und siedelten dauerhaft nach Bayern über.
1767 legte sein Neffe Ignaz (1741–1812) durch seine Eheschließung mit Antonia Rupertine Gräfin von Trauner zu Adelstätten (1744–1830) den Grundstock für die weitere Entwicklung der odalricischen Reichsgrafen in Bayern. Aus dem Erbvergleich von 1762 fiel ihm die Hofmark Oberköllnbach und das Palais in der Münchner Prannerstraße zu. Ignaz war als Sprecher der bayerischen Landschaft und Vertreter der ständischen Opposition zu Kurfürst Karl Theodor eine einflussreiche politische Persönlichkeit.
Der älteste Sohn Karl (1769–1856), verheiratet mit Maria Anna Gräfin von Seinsheim, erreichte hohe Posten im bayerischen Staatsdienst, 1806 bis 1808 als oberster Verwalter der ehemaligen Fürstbistümer Brixen und Trient, der gefürsteten Grafschaft Tirol sowie Vorarlbergs, 1817 als Präsident des Oberappellationsgerichts und 1818 als Reichsrat der bayerischen Krone. 1837 wurde ihm als einzigem Mitglied der Familie Arco der Orden des Heiligen Hubertus verliehen.

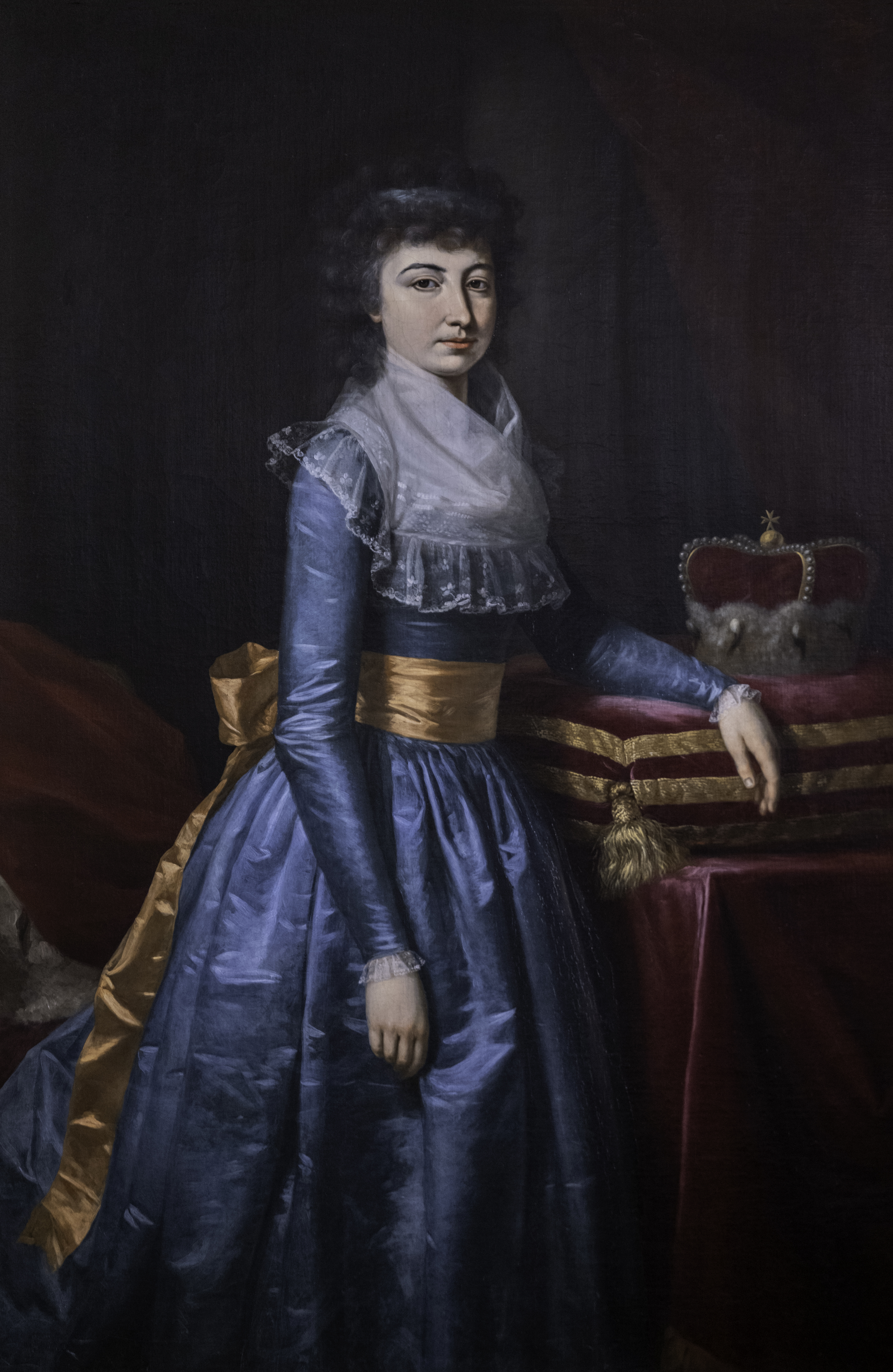
Maria Leopoldine, Kurfürstin-Witwe von Bayern, geb. Erzherzogin von Österreich-Este, Gräfin von Arco

Ignaz’ zweiter Sohn Maximilian (1772–1809) wurde Generalrezeptor (Schatzmeister) Großpriorats Bayern des Malteserordens, Chargé d'Affaires des Ordens in München und Komtur von Vogach und Sulzbach. Er fiel 1809 in Schwaz im Krieg gegen den Tiroler Volksaufstand.
Der dritte Sohn Ludwig (1773–1854) heiratete 1804 die junge Witwe des pfalz-bayerischen Kurfürsten Karl Theodor, Maria Leopoldine (1776–1848), die den Ruf der Retterin des Wittelsbacher Thrones hatte, und wurde ihr Obersthofmeister. 1810 stiftete er den Landwirtschaftlichen Verein in Bayern.
Sohn Philipp (1775–1805) starb früh als Generalkommissar und Präsident der Landesdirektion in Schwaben mit Sitz in Ulm.
Die Tochter Ernestine (1759–1838) schloss 1803 die Ehe mit dem bayerischen Staatsminister Maximilian Graf von Montgelas.
In der nächsten Generation spaltete sich der odalricische Stamm auf in die Linien Arco auf Valley, Arco-Stepperg und Arco-Zinneberg.

##### Linie Arco auf Valley

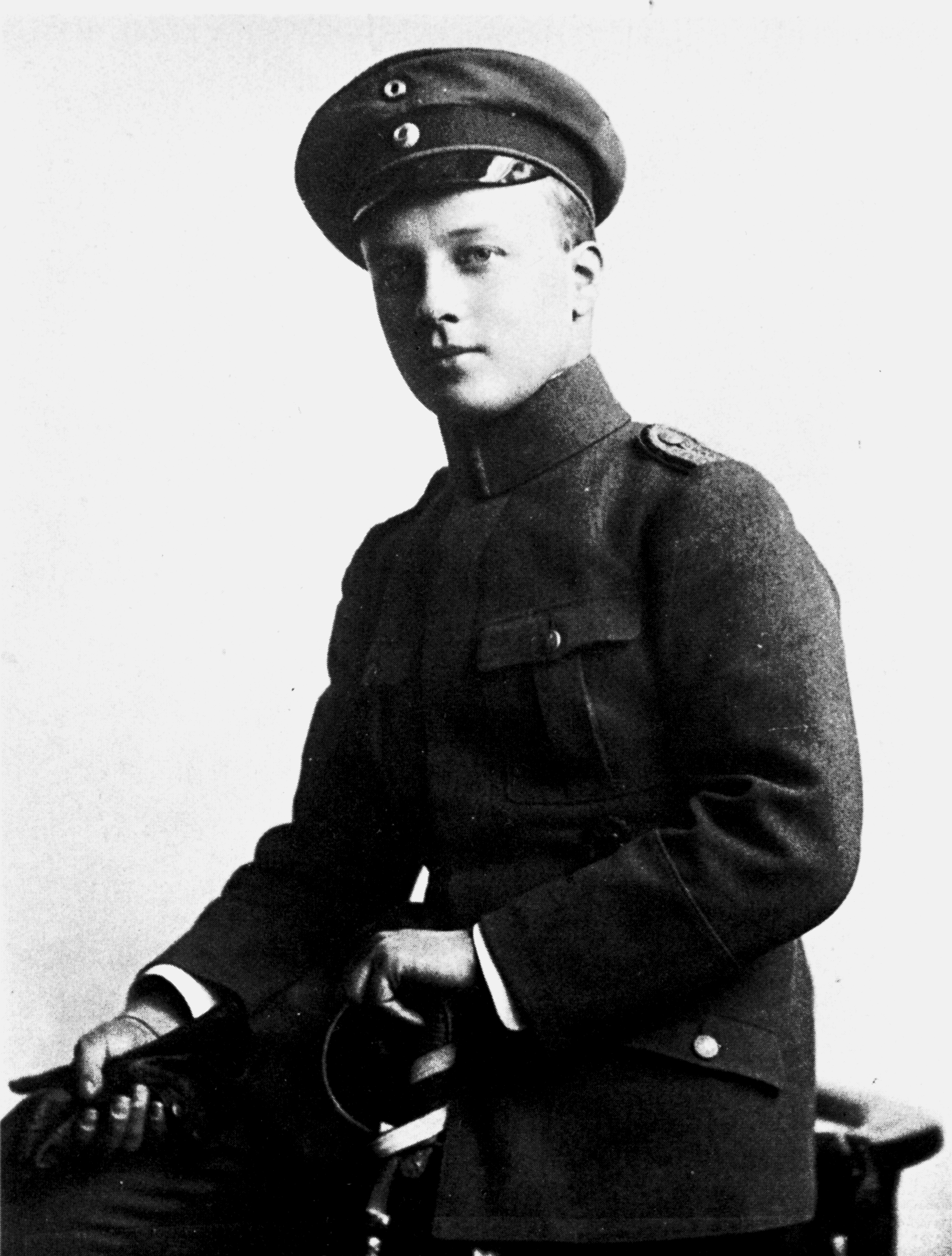
Anton Graf von Arco auf Valley

Erster Graf von Arco-Valley war der Sohn Karls, Maximilian (1806–1875). Er erbte nach dem Tod des Grafen Heinrich von Tattenbach 1821 dessen riesigen Grund- und Güterbesitz, darunter das Münchner Palais, die Grafschaft Valley, die Schlösser St. Martin im Innkreis, Maxlrain, Adldorf, Baumgarten, Aurolzmünster und wurde dadurch einer der reichsten Grundbesitzer Bayerns. Sein Ast durfte sich aufgrund königlicher Genehmigung ab 1827 „Grafen von Arco auf Valley“ nennen. Seine Ehefrau Anna Gräfin Marescalchi (1813–1885) entstammte altem Bologneser Adel. Maximilian war 1847 Vorstand des katholischen Caritas-Vereins, 1857 stiftete er das Münchner Vincentinum. Von 1866 bis 1875 war er Großkanzler des St. Georg-Ordens.
Zwei Söhne Maximilians, Ludwig Aloys (1845–1891) und Emmerich (1852–1909), standen in diplomatischen Diensten Bayerns und des Deutschen Reiches.
Der Sohn Karl (1836–1904) belebte das niederbayerische Schloss Adldorf neu, wo er eine Wildtier- und Pferdezucht betrieb.
Mit seinem Enkel Otto (1921–1989) starb 1989 die Linie Valley im Mannesstamm aus. Seine Witwe Monica, geb. Gräfin Droste zu Vischering (* 1937), adoptierte 2008 ihren, nicht von der Familie Arco abstammenden, Neffen Max-Georg von Soden-Fraunhofen (* 1977), der den Namen Graf von Arco auf Valley annahm und die Graf Arco Brauerei in Adldorf und Schloss Birnbach in Niederbayern fortführt. Er ist seit 2014 mit Julia Engel (* 1980) verheiratet.
Der Ehe von Karls Bruder Maximilian (1849–1911), der mit Emmy Freiin von Oppenheim (1869–1957) verheiratet war, entstammten die Söhne Ferdinand (1893–1968), der die Herrschaft St. Martin im Innkreis erbte und 1966 seinen Neffen, den ehemaligen U-Boot-Kommandanten Ulrich-Philipp Graf von und zu Arco-Zinneberg (1917–1980), adoptierte, sowie Anton (1897–1945), der am 21. Februar 1919 das tödliche Attentat auf den bayerischen Ministerpräsidenten Kurt Eisner verübte. Zunächst zum Tode verurteilt, wurde Anton zu lebenslanger Festungshaft begnadigt und 1924 entlassen. Später war er als Redakteur der Zeitung Bayerisches Vaterland und in der Privatwirtschaft tätig. Mit seiner Ehefrau Maria-Gabrielle Gräfin von Arco-Zinneberg (1910–1987) hatte Anton 4 Töchter: Wilhelmine (1935–1987), Ludmilla (1937–2023), Maria Antonia (* 1940) und Leopoldine (* 1943, verheiratet mit Matthias Stengel). Ihr Sohn Tobias Anton (* 1979) nahm 2017 als Nachkomme der Linien Arco-Valley und Arco-Zinneberg den Namen Arco-Valley an.

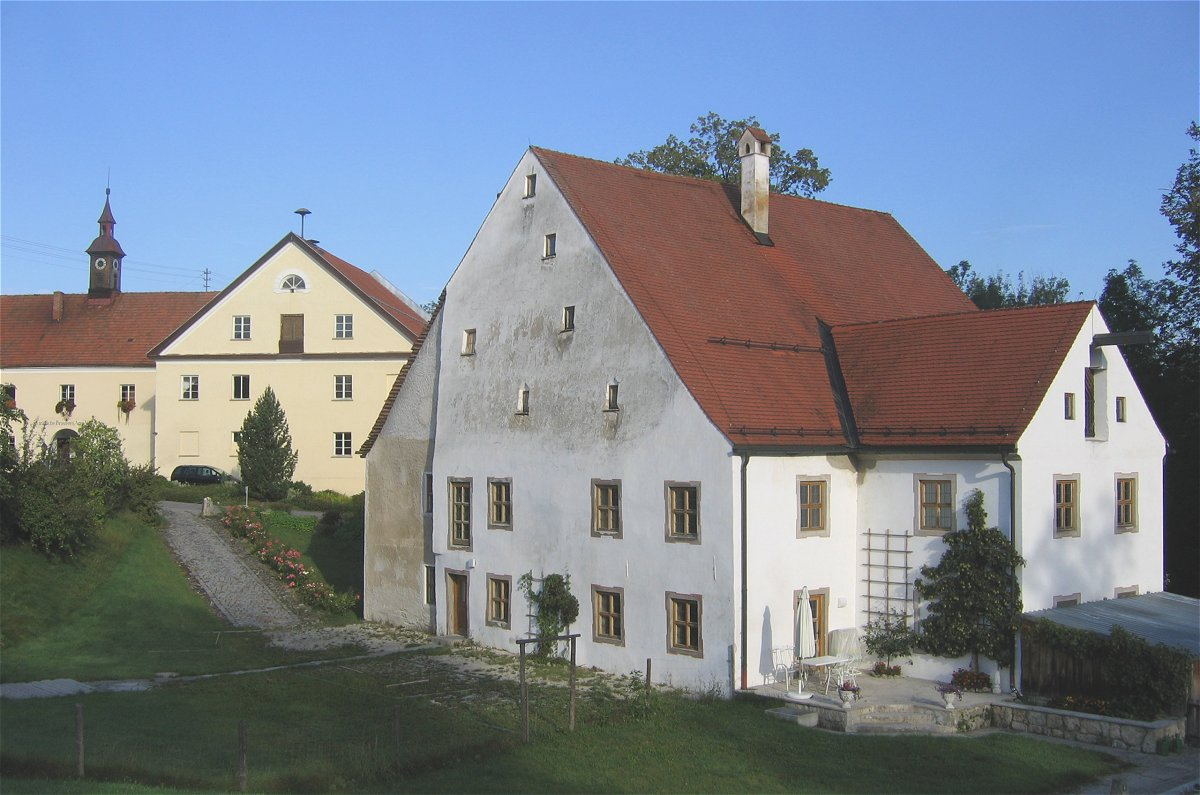
Altes Schloss Valley
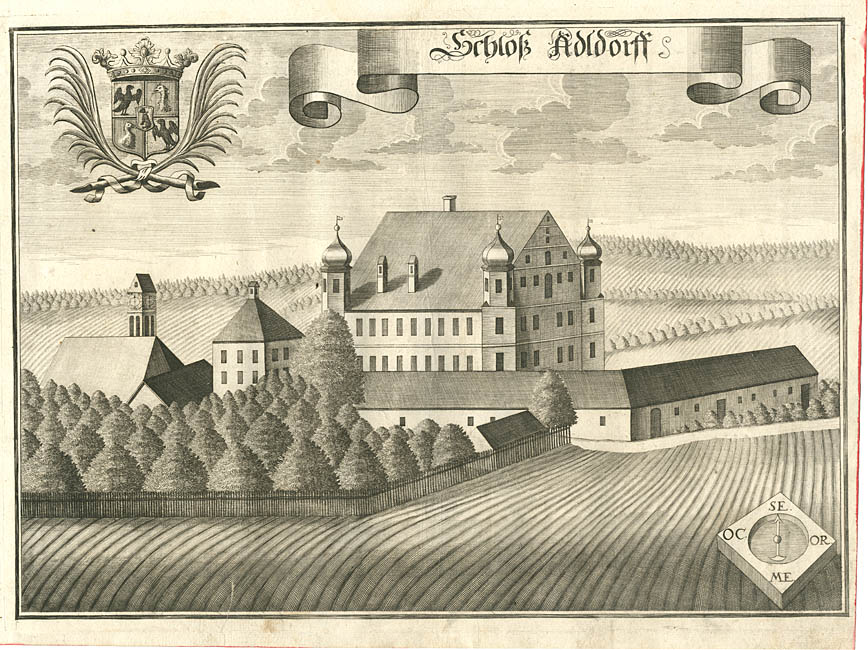
Schloss Adldorf (um 1700)
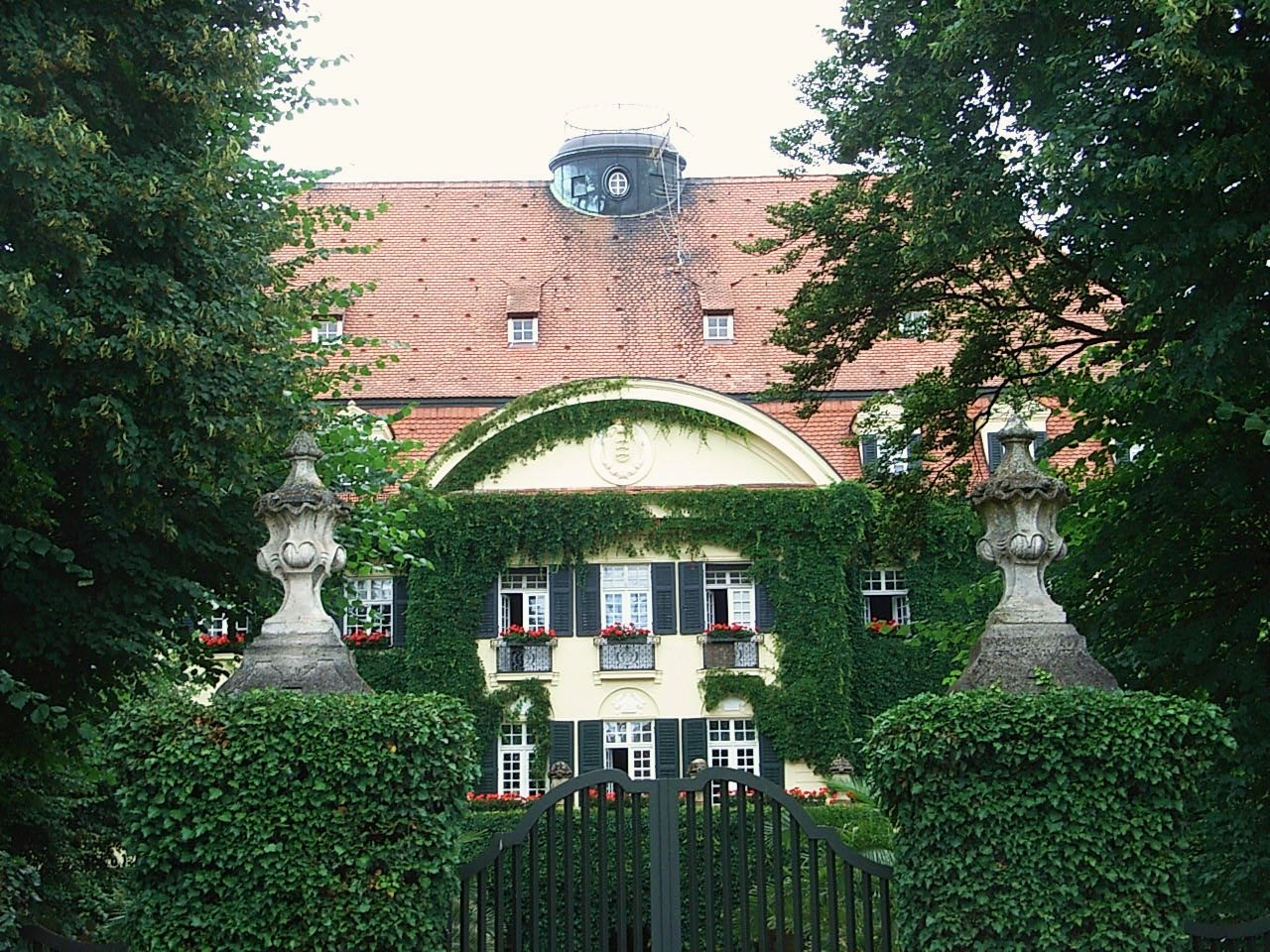
Schloss Adldorf (heutige Gestalt, seit 1907)
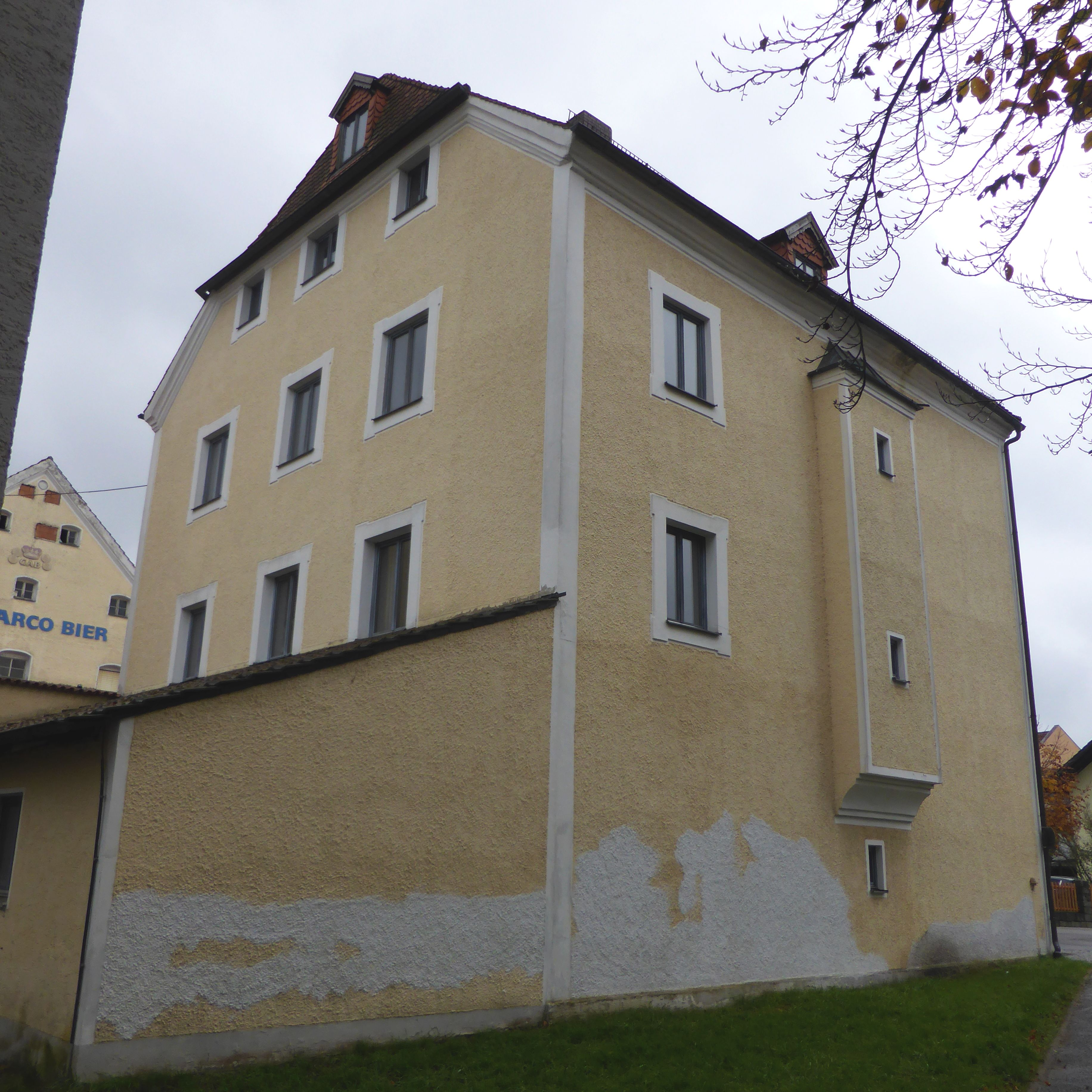
Schloss Birnbach
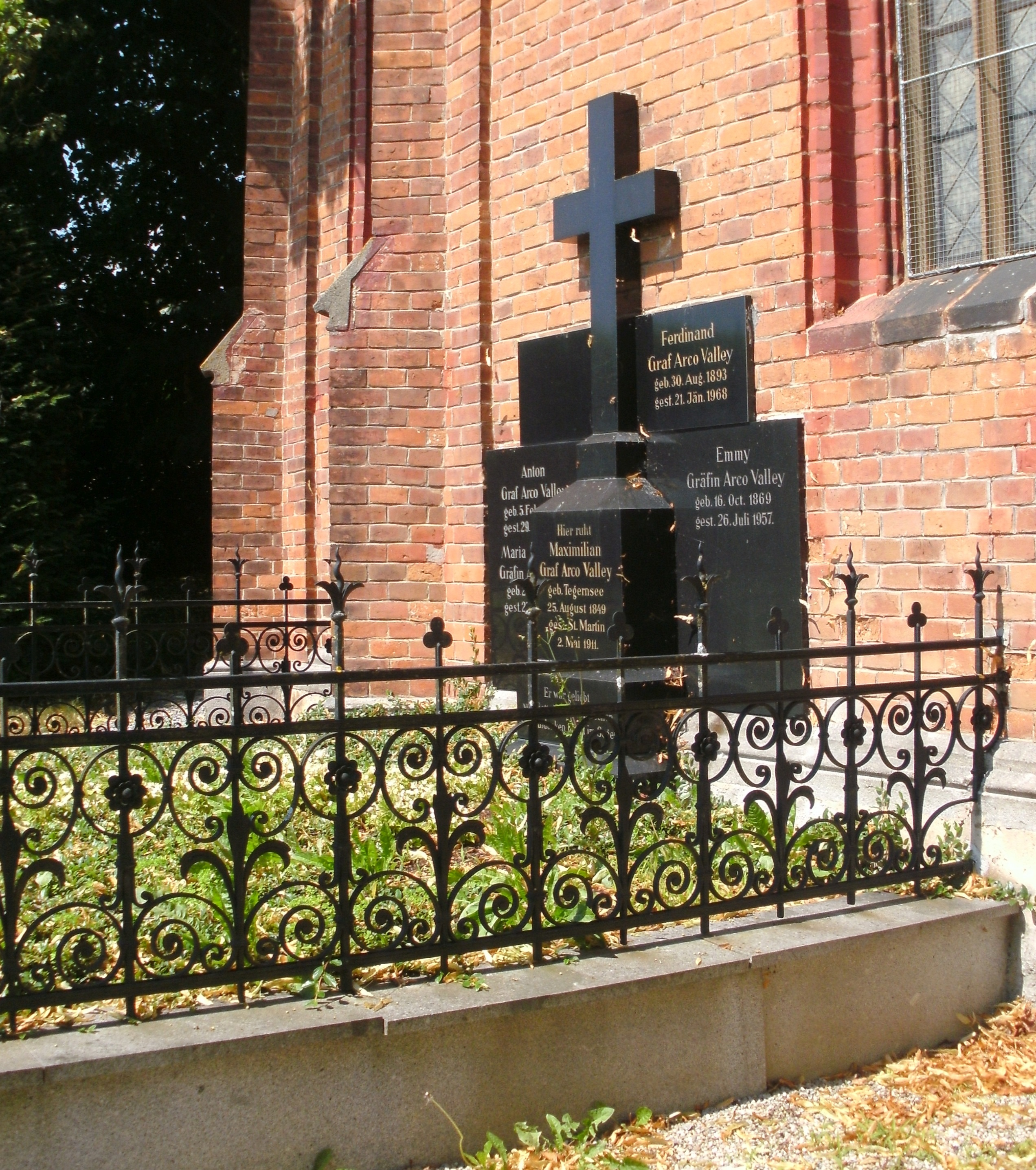
Grabstätte Arco-Valley auf dem Kalvarienberg in Sankt Martin im Innkreis

##### Linie Arco-Stepperg

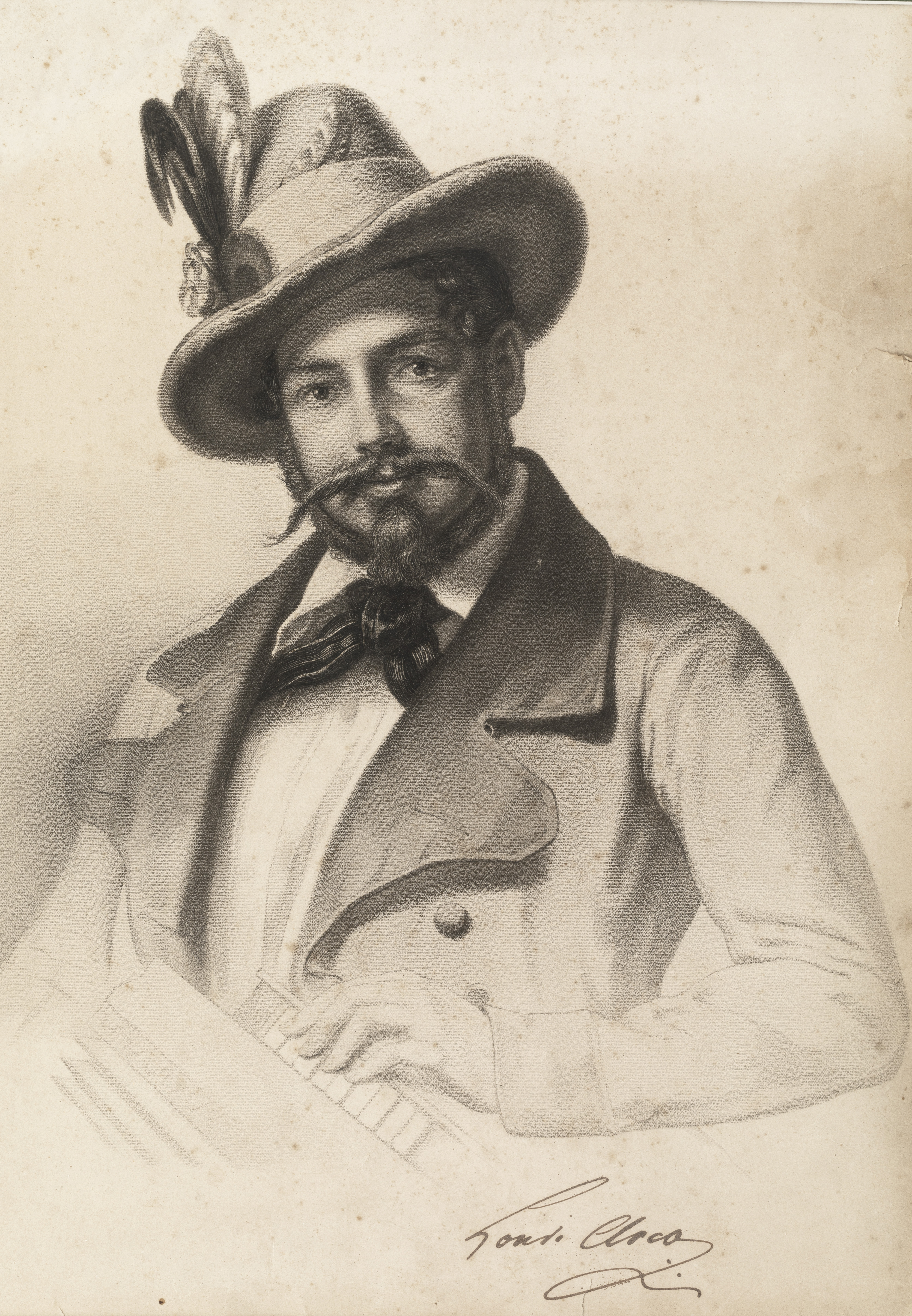
Aloys Graf von Arco-Stepperg

Graf Ludwig Arco hatte mit seiner Ehefrau, der Kurfürstinwitwe Maria Leopoldine von Österreich-Este, die beiden Söhne Aloys und Maximilian. Ihre vermögende und geschäftstüchtige Mutter schenkte ihnen in den 1830er Jahren ihren reichen Güterbesitz. Sie hängten an ihren Familiennamen jeweils die Namen wichtiger Besitzungen an und nannten sich Grafen von Arco-Stepperg bzw. von Arco-Zinneberg. Als Grablege der Linie Arco-Stepperg dient die Gruftkapelle auf dem Antoniberg in Stepperg.
Aloys Graf von Arco-Stepperg (gen. Louis, 1808–1891) wurde bayerischer Offizier, Politiker und Gutsbesitzer. Nach dem Tod seiner ersten Ehefrau Irene Markgräfin von Pallavicini (1811–1877) 1877 heiratete er die Tänzerin Pauline Oswald (1851–1902) und ersuchte den König, ihre gemeinsame 1868 außerehelich geborene Tochter Sophie (1868–1952) zu legitimieren. Er machte sie zu seiner Alleinerbin, nachdem sein als Erbe vorgesehener Neffe Nicola, Sohn seines Bruders Maximilian, 1871 im Deutsch-Französischen Krieg gefallen war. Sophie (1868–1952) führte den Namen „Sophie Arco Gräfin von Stepperg“ und heiratete Ernst Graf von Moy de Sons (1860–1922). Sie hatte keine Nachkommen. Die ehemaligen Arco-Schlösser Stepperg und Anif sind bis heute im Besitz der Grafen Moy.

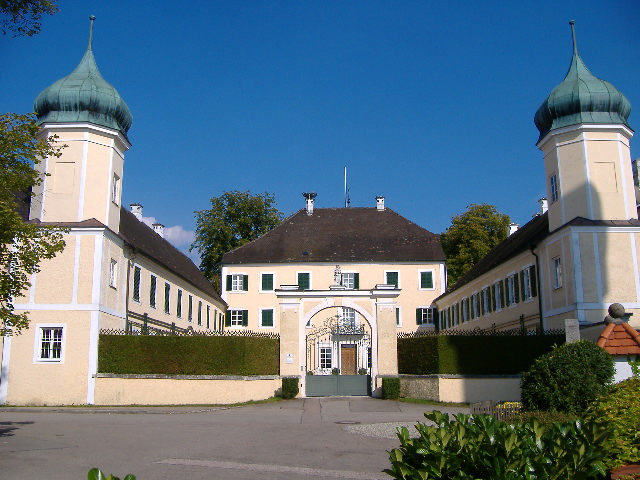
Schloss Stepperg, Oberbayern
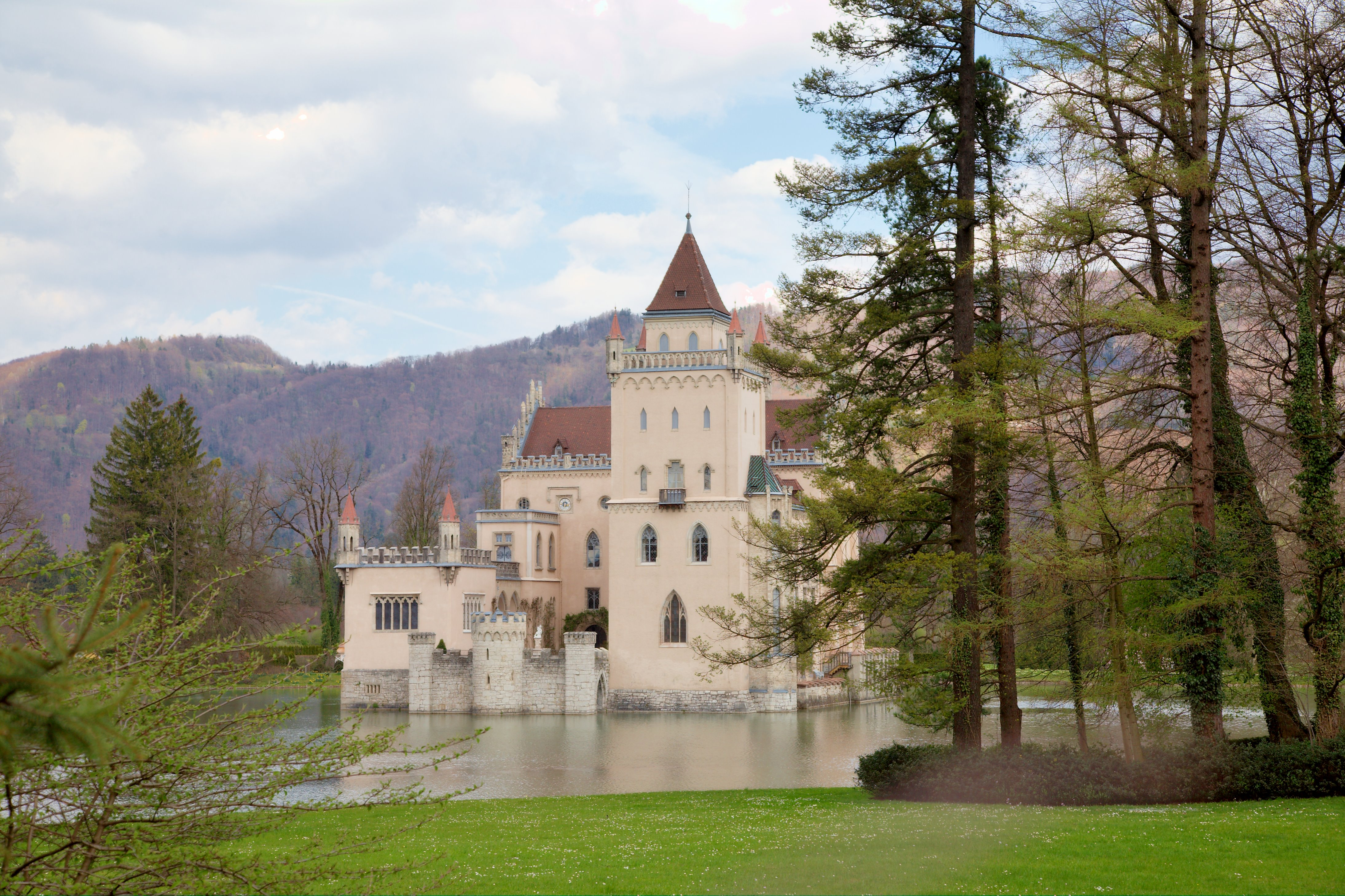
Schloss Anif, Salzburg
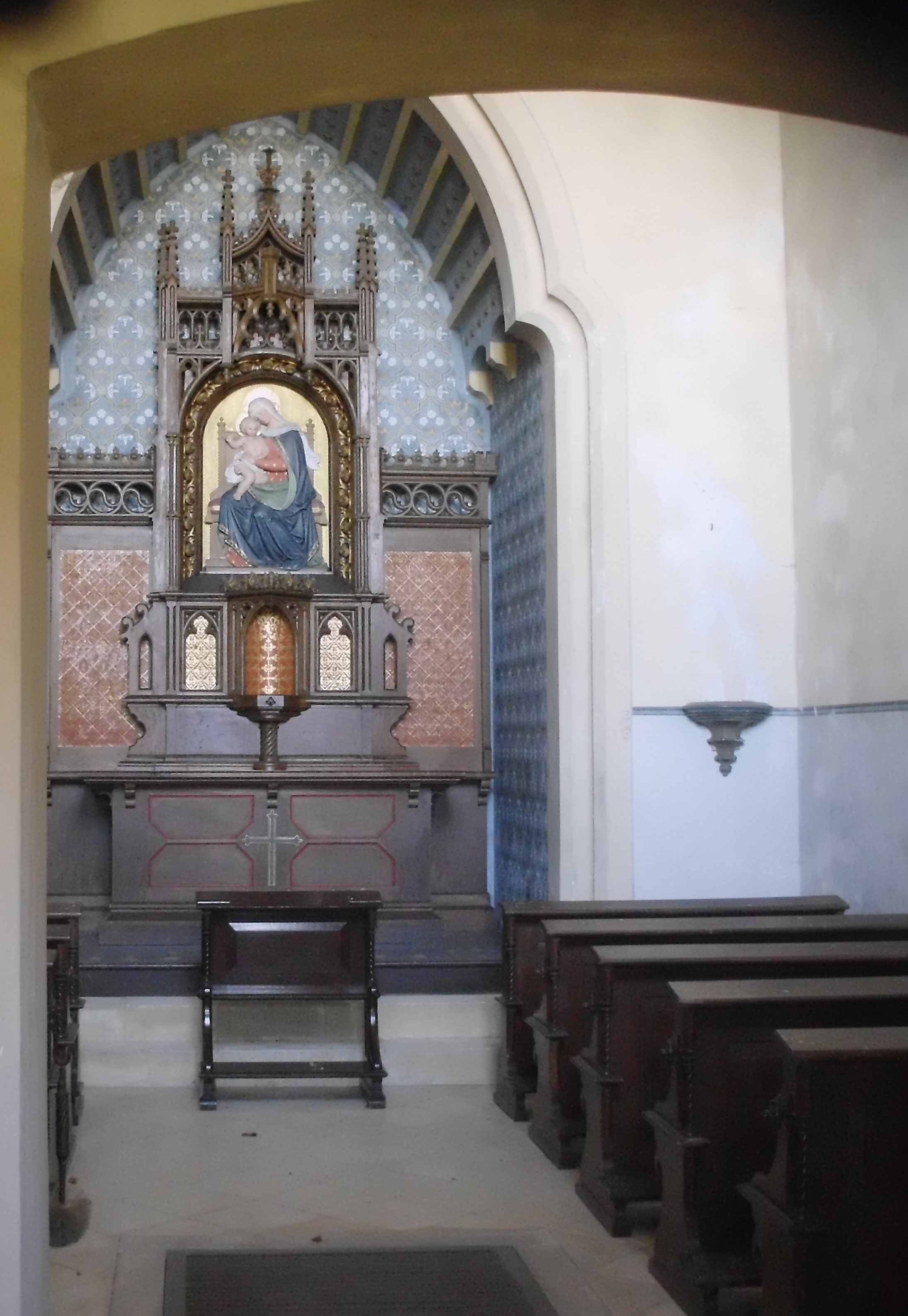
Gruftkapelle auf dem Antoniberg, Stepperg

##### Linie Arco-Zinneberg

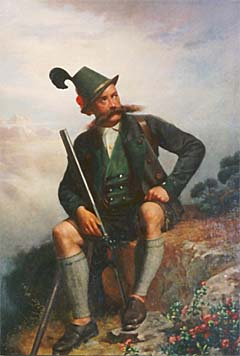
Graf Maximilian von Arco-Zinneberg (1811–1885)

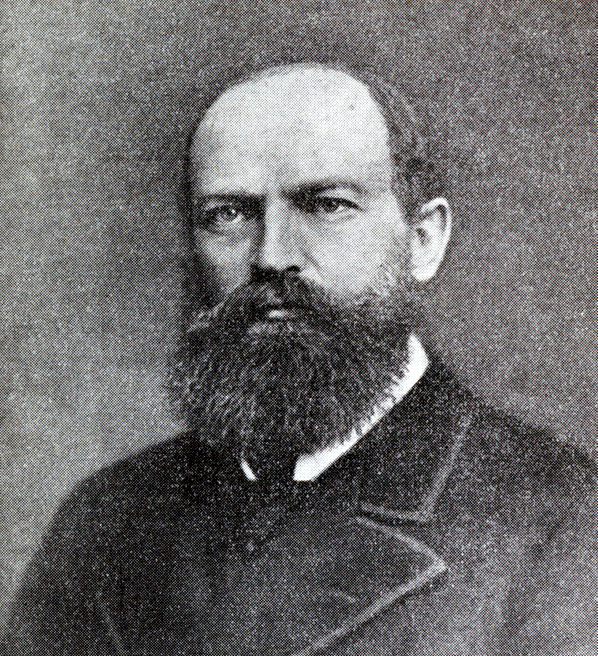
Ludwig Graf von Arco-Zinneberg (1840–1882)

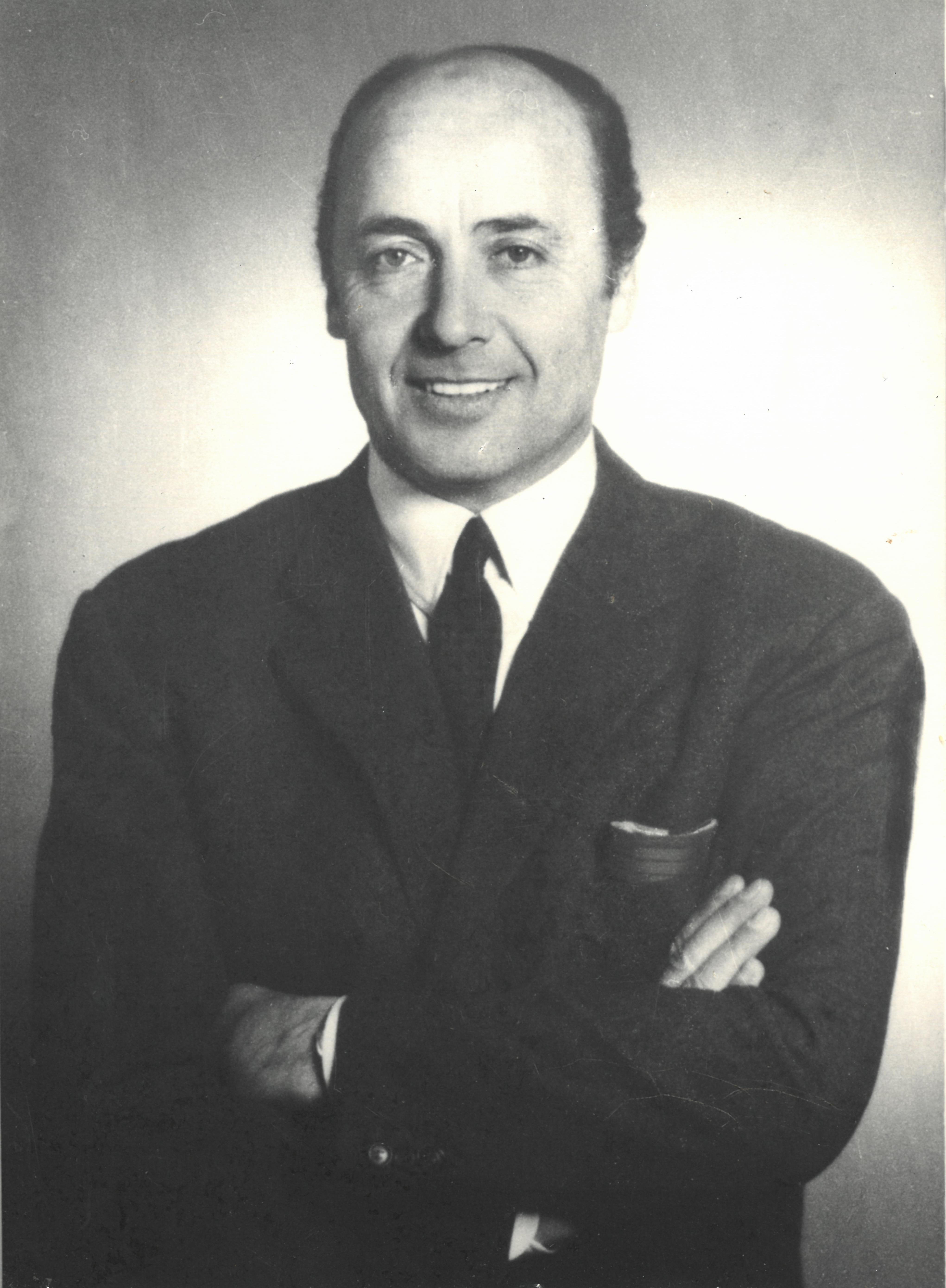
Oberleutnant zur See Ulrich-Philipp Graf von und zu Arco-Zinneberg (1917–1980)

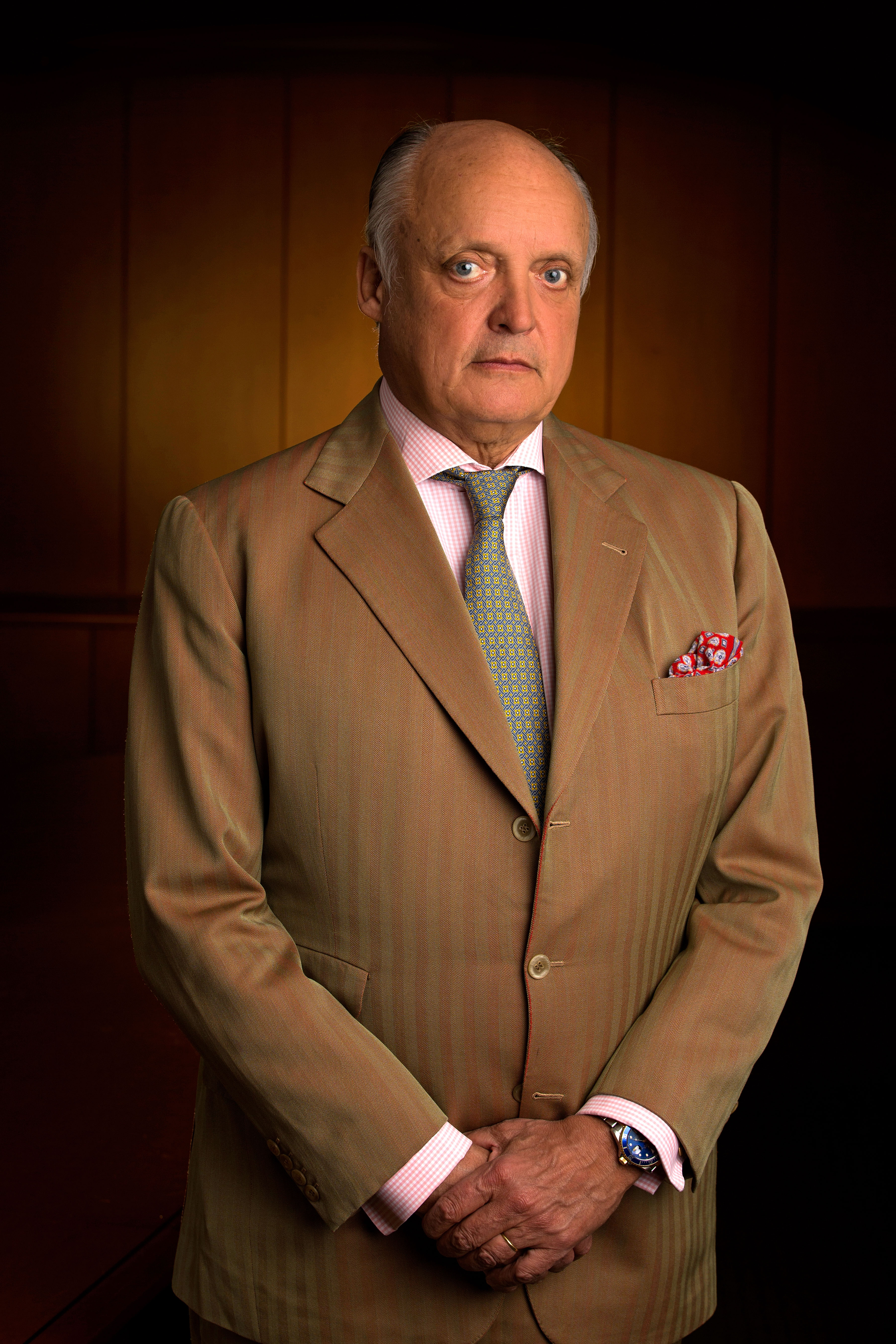
Riprand Graf von und zu Arco-Zinneberg (1955–2021)

Der jüngere Sohn Ludwigs und Maria Leopoldines, Graf Maximilian von Arco-Zinneberg (1811–1885), ging als Adlerjäger in die Familiengeschichte und in die Literatur ein. 1833 schenkte ihm seine Mutter zur Hochzeit mit Leopoldine Gräfin von Waldburg-Zeil-Trauchburg (1811–1886) das bis heute im Familienbesitz befindliche Arco-Palais am Wittelsbacherplatz in München. Da er nach dem Tod seiner Mutter 1848 einige Teile seines Immobilienbesitzes, darunter auch Zinneberg, veräußerte, nannte er sich vorübergehend Arco-Hohenburg und Arco-Kaltenhausen. 1864 erhielt er von König Maximilian II. das Recht, wieder den Namen Arco-Zinneberg zu führen. Er starb erblindet 1885 in Meran. Maximilian hinterließ 13 Kinder, 5 Söhne und 8 Töchter. Er und seine Nachkommen aus der Linie Arco-Zinneberg haben ihre Grablege in der Wallfahrtskirche Tuntenhausen.
Der älteste Sohn Maximilians, Ludwig (1840–1882), wurde ein führender Repräsentant des katholischen Verbandswesens in Deutschland. Als Vorsitzender des Münchner St. Vincentius-Zentralvereins engagierte er sich in der Armenfürsorge. 1869 war er Gründungsvorsitzender des „Bayerisch-Patriotischen Bauernvereins Tuntenhausen“, aus dem 1945 der „Katholische Männerverein Tuntenhausen“ hervorging. Er organisierte mit seinem Cousin Karl zu Löwenstein-Wertheim-Rosenberg die deutschen Katholikentage. Im Kulturkampf vertrat er die Positionen des katholischen Schulwesens und des konservativen Bauernstandes in Bayern.
Die jüngste Tochter Christiane (1852–1923) war Mitbegründerin des Marianischen Mädchenschutzvereins und der ersten Katholischen Bahnhofsmission. Sie heiratete 1878 Conrad Graf von Preysing-Lichtenegg-Moos, erblicher Reichsrat der Krone Bayerns, Großkanzler des St. Georg-Ritterordens und Reichstagsabgeordneter der katholischen Zentrumspartei. Als Herr von Schloss Moos war er ein großer Förderer und Wohltäter der Stadt Plattling. Das achte von zehn Kindern, Georg Graf von Preysing-Lichtenegg-Moos (1887–1924) heiratete in zweiter Ehe 1919 die jüngste Tochter König Ludwigs III., Prinzessin Gundelinde von Bayern.
Die Hauptlinie wurde von Joseph (1881–1924), verheiratet mit Wilhelmine Prinzessin von Auersperg (1884–1919), weitergeführt. Er stammte aus der zweiten Ehe Ludwigs mit Josephine Prinzessin von Lobkowitz (1853–1898). 1890 kam Schloss Stein an der Traun in den Besitz des noch minderjährigen Grafen Joseph. Es gehörte bis 1929 der Familie Arco-Zinneberg.
Josephs ältester Sohn und Erbe, Max von Arco-Zinneberg (1908–1937), war ein erfolgreicher Autorennfahrer und Flieger. Er verunglückte 29-jährig tödlich bei einem Flugzeugunfall. Josephs vierter und zweitjüngster Sohn Ludwig Graf von und zu Arco-Zinneberg (1913–1942) wurde Max’ Erbe. Er war verheiratet mit Maria Theresia Gräfin von Preysing-Lichtenegg Moos (1922–2003). Maria Theresia war über ihre Mutter Prinzessin Gundelinde von Bayern (1891–1983) eine Enkelin des letzten bayrischen Königs Ludwig III. Ludwig Graf von und zu Arco-Zinneberg fiel 1942 in Russland. Seine Witwe Maria Theresia wurde seine Alleinerbin. Aus dieser Ehe stammt Rupprecht-Maximilian Graf von und zu Arco-Zinneberg (* 1941). Maria Theresia heiratete in 2. Ehe den ehemaligen U-Boot-Kommandanten Ulrich-Philipp Graf von und zu Arco-Zinneberg (1917–1980), den jüngeren Bruder ihres ersten Mannes Ludwig. Aus dieser Ehe stammt Riprand Graf von und zu Arco-Zinneberg (1955–2021). Ulrich-Philipp adoptierte außerdem seinen Neffen und Stiefsohn Rupprecht-Maximilian. Ulrich-Philipp erbte als Adoptivsohn des Grafen Ferdinand von Arco-Valley (1883–1968) das land- und forstwirtschaftliche Gut Sankt Martin im Innkreis. Nach dem Tod Ulrich-Phillips 1980 ging der Besitz Sankt Martin je zur Hälfte an Rupprecht-Maximilian Graf von und zu Arco-Zinneberg (* 1941) und Riprand Graf von und zu Arco-Zinneberg (1955–2021) über. Rupprecht-Maximilian ist seit 1968 mit Katharina Gräfin Henckel von Donnersmarck (* 1943) verheiratet; sie haben einen Sohn und eine verstorbene Tochter. Der 2021 verstorbene Riprand war seit 1980 mit Maria Beatrix Erzherzogin von Österreich-Este (* 1954, Tochter des Erzherzogs Robert von Österreich-Este) verheiratet; sie haben sechs Töchter.
Der Wiederaufbau des Arco-Palais in den 1950er und 1960er Jahren wurde aus dem persönlichen Vermögen von Maria-Theresia Gräfin von und zu Arco-Zinneberg finanziert. Das Arco-Palais und der Münchner Hausbesitz wurden von Ulrich-Philipp und Maria Theresia 1973 hälftig an ihre beiden Söhne Rupprecht-Maximilian und Riprand übertragen. Nach dem Tod der Mutter Maria Theresia 2003 erbte Riprand Graf von und zu Arco-Zinneberg das zuvor Preysing’sche Schloss Moos mit Land- und Forstwirtschaft. Die zugehörige Brauerei wurde zu je 50 % an Riprand und Rupprecht-Maximilian vererbt. 2009 verkaufte Rupprecht-Maximilian an Riprand seinen Anteil von 50 % und somit wurde Riprand Graf von und zu Arco-Zinneberg Alleineigentümer der Brauerei Arcobräu Gräfliches Brauhaus in Moos. Er gründete 1987 in den USA die Immobilienfirma American Asset Corporation in Charlotte, North Carolina. 1998 erwarb er auch die böhmische Burg Vysoký Chlumec mit dem zugehörigen Forstgut. Eine seiner sechs Töchter, Olympia (* 1988), heiratete 2019 Jean-Christophe Napoléon (* 1986), den Erbprinzen des Hauses Bonaparte.

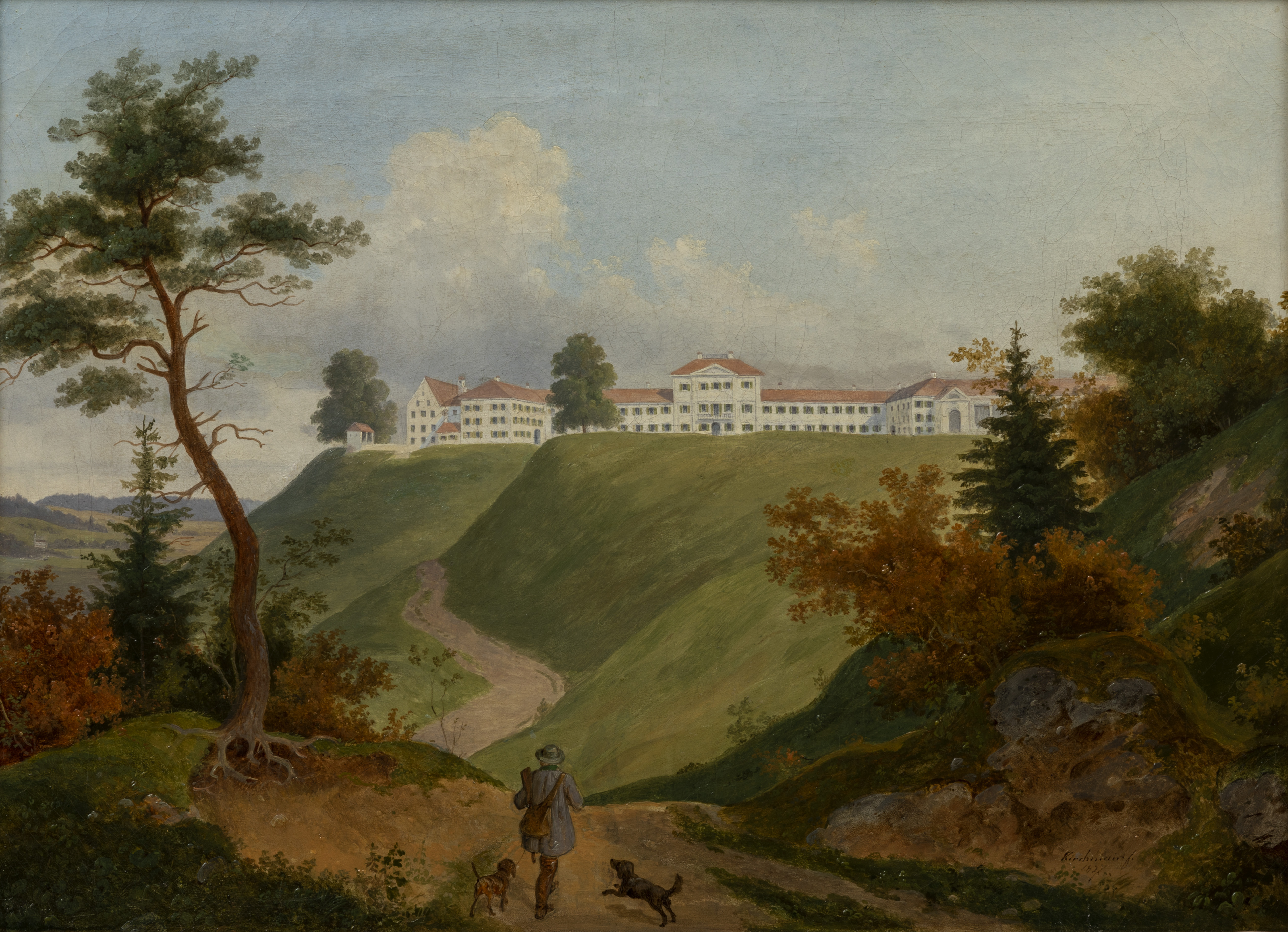
Schloss Zinneberg
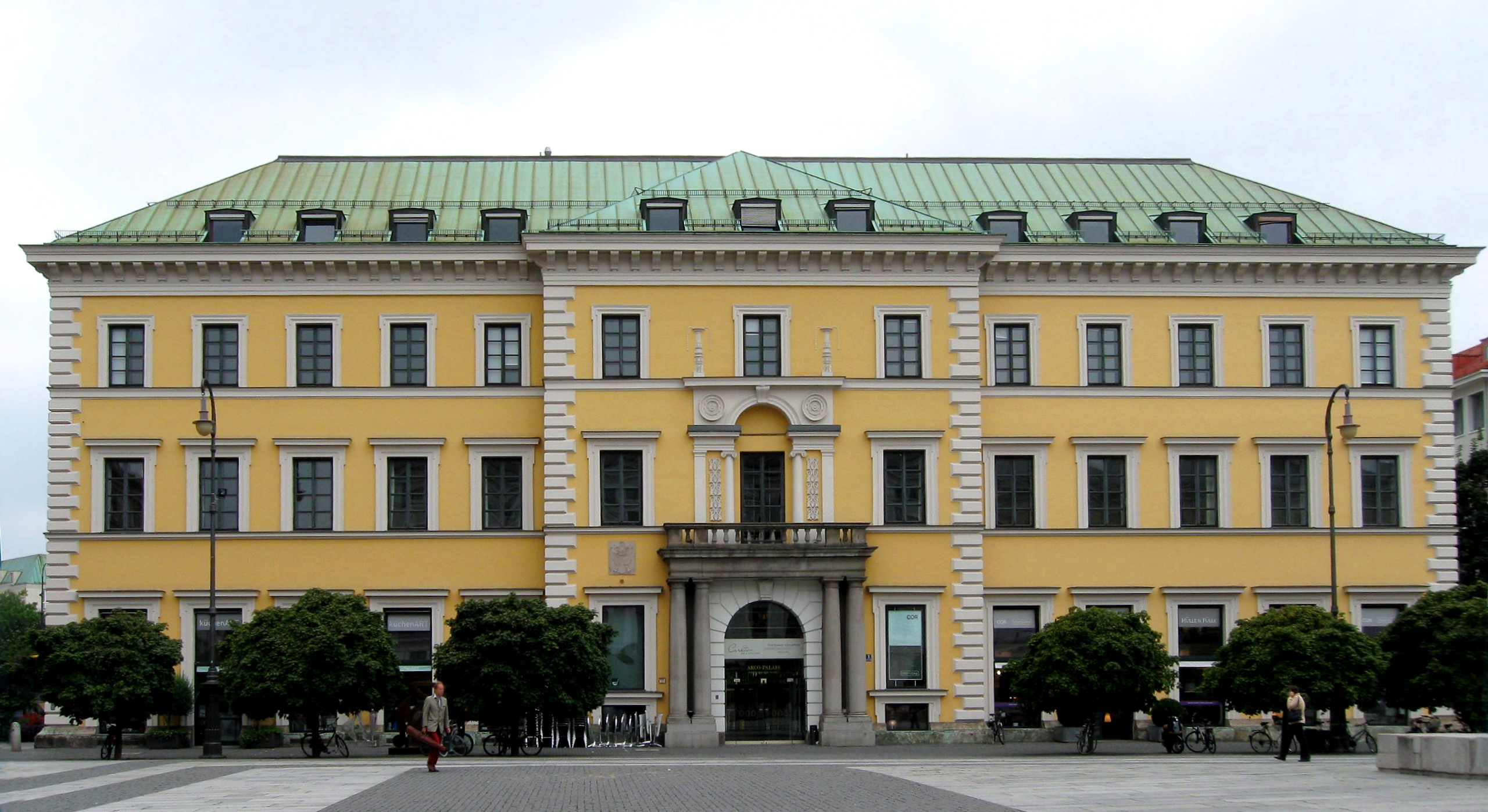
Palais Arco-Zinneberg am Wittelsbacherplatz in München
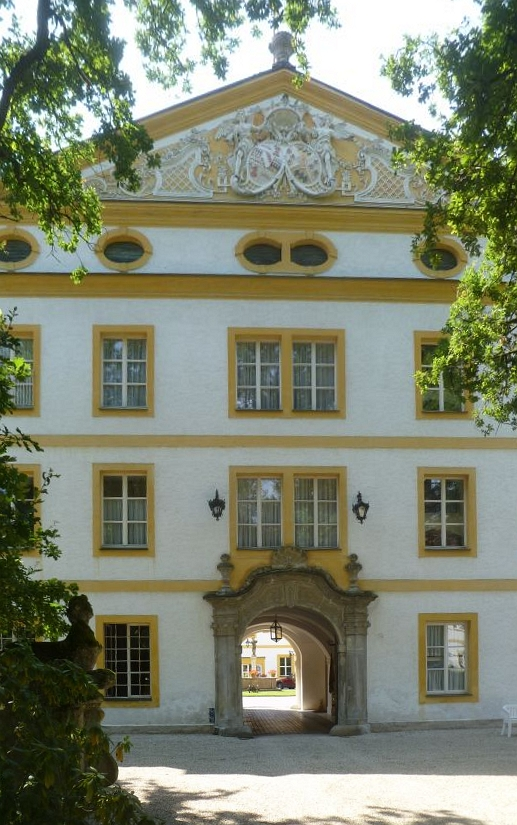
Schloss Sankt Martin im Innkreis, Oberösterreich
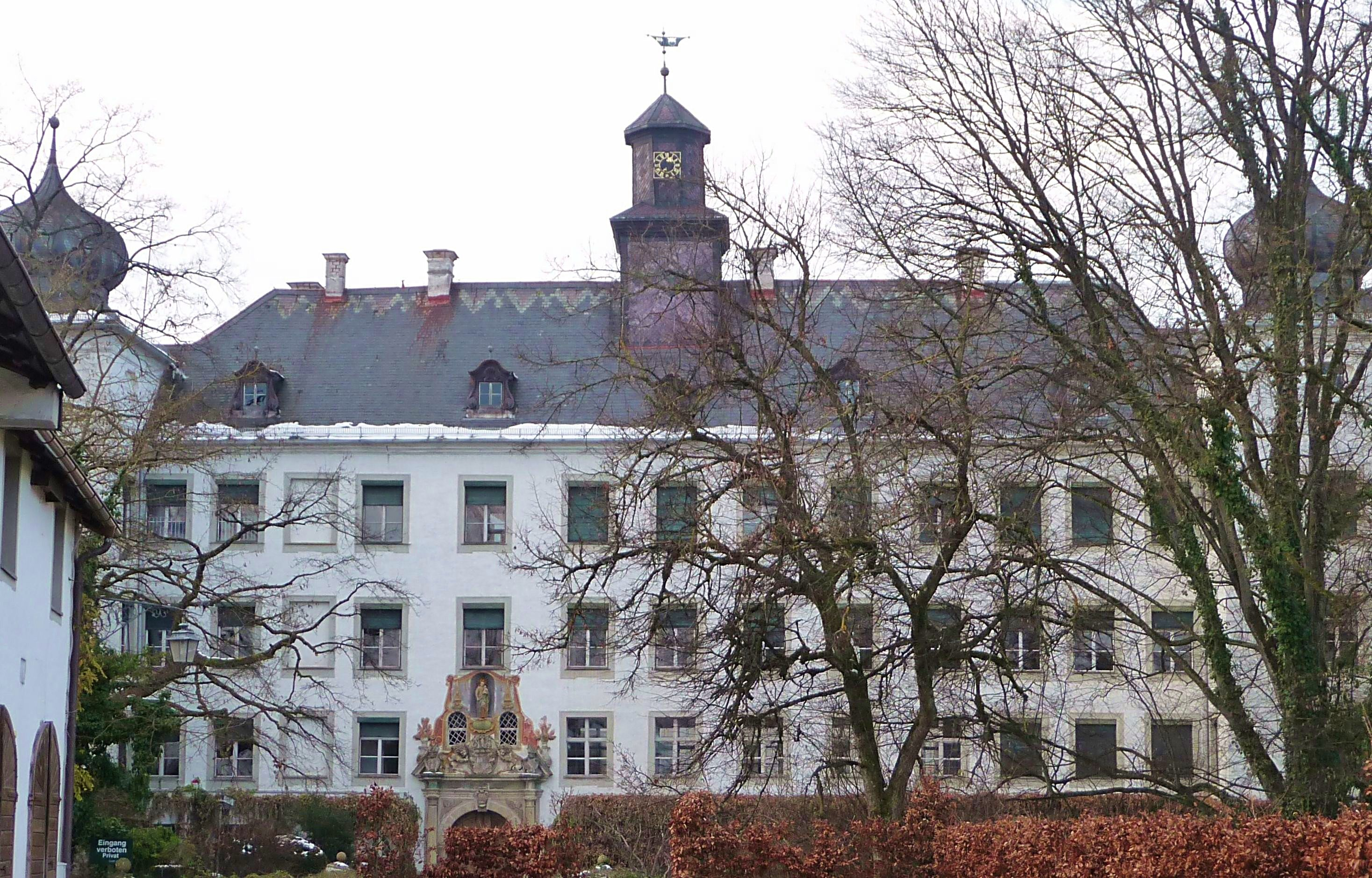
Schloss Moos (Niederbayern)
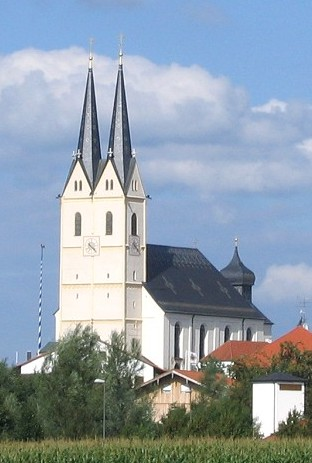
Wallfahrtskirche Tuntenhausen, Grablege der Linie Arco-Zinneberg

## Brauereien

### Arcobräu Gräfliches Brauhaus
Die Geschichte der Marke Arcobräu ist mit der Geschichte der Grafen Arco-Zinneberg verbunden. Das Markenzeichen ist durch das Arco-Wappen geprägt, das den Doppeladler des Heiligen Römischen Reiches führt.
Die heutige Firma Arcobräu Gräfliches Brauhaus entstand aus der Schlossbrauerei Moos, die 1567 von Warmund Graf von Preysing gegründet wurde. Durch Erbschaft seiner Mutter Gräfin Maria-Theresia von und zu Arco-Zinneberg, geborene Gräfin von Preysing-Lichtenegg und Moos gelangte die Brauerei 2003 an ihren Sohn Graf Riprand von und zu Arco-Zinneberg. Sie gehört zu den größten Brauereien Niederbayerns.

### Graf Arco Brauerei
Die Graf Arco Brauerei ist mit der Geschichte der Grafen Arco-Valley verbunden. Die Brauerei in dem niederbayerischen Adldorf besteht seit 1630. In der Brauerei in Valley wurde von 1630 bis 1994 gebraut. Eine weitere Braustätte war die 1673 gegründete Schlossbrauerei Birnbach. Diese wurde als Zweigbetrieb noch bis in die 2000er Jahre betrieben. Weitere Brauereien, die von den Grafen Arco-Valley betrieben wurden, waren die Brauerei Lichtenstern in Nabburg (geschlossen 1974), und die Schlossbrauerei Oberköllnbach in Postau (geschlossen 1960). Im Jahre 2017 wurde auf Schloss Valley die Valleyer Schloss Bräu wiedereröffnet.

## Wappen
Von Nikolaus von Arco (1306–1356) ist das erste Siegel der Herren von Arco erhalten. Es zeigt einen aufrechtstehenden Bogen in Gold als Wappenzeichen. Die Helmzier ist ein bärtiger Bogenschütze mit einem Straußenfeder-Kopfputz.
Graf Vinciguerra (1375/76–1444) erlangte nach der Erhebung in den Reichsgrafenstand durch Kaiser Sigismund das Privileg, den einköpfigen Reichsadler in seinem Wappen zu führen. Mitte des 16. Jahrhunderts wurde das alte Wappen durch ein Dreibogenwappen ersetzt, wobei die Sehnen der drei waagerechten Bögen nach unten weisen. Es fand in dem Privileg Kaiser Ferdinands I. für den odalricischen Stamm vom 12. Juni 1564 erstmals Verwendung. Das Wappen bekam den kaiserlichen Doppeladler, er diente später als Schildhalter. Die Helmzier war nun ein bartloser, mit einer Kopfbinde geschmückter Bogenschütze. Dieses kaiserlich legitimierte Wappen blieb für den odalricischen Stamm künftig bindend.
Auch der andreasische Stamm verwendete den Dreibogenschild und den Doppeladler. Da dieses Wappen keine diplommäßige Bindung vorweisen konnte, entwickelte es sich freier. Häufig wurde der Dreibogenschild mit dem Einbogen-Schild quadriert. Die Grundfarbe beider Schilde wechselte, so dass der Einbogen-Schild den gelben Bogen auf blauem Grund zeigte. Ab 1700 kam der Weckenschild hinzu und wurde mit dem Dreibogenschild quadriert. In den Siegeln des noch in Arco lebenden andreasischen und des Salzburger Zweiges fehlte der Doppeladler. Die Quadrierung des Einbogen- und des Dreibogen-Schildes wurde mit einem weißen Kreuz belegt und von einem dünnen blauen Gitterkreuz überzogen, außerdem das Wappen mit drei Helmen geschmückt. Mit ihrem Aussterben 1848 verschwand der Helm aus dem Wappen.
Das mantuanische Wappen des Franz Eugen wurde 1771 im Wappenbrief von Kaiser Joseph II. bestätigt. Dabei wurde das Arco’sche Wappen mit den Wappen der ausgestorbenen Familien Chieppio und Ardizzoni verbunden. Es weist 9 Schilde auf (4 der Arcos, 2 der Chieppios und 3 der Ardizzonis), ist gekrönt mit der Erlauchtkrone und ruht auf der Brust eines Doppeladlers, der von der Österreichischen Kaiserkrone überhöht ist. Reichsadler und Erlauchtkrone wurden der Familie bei der österreichischen Grafenstandsbestätigung von 1776 im Hinblick auf die (1614 verlorene) Reichsunmittelbarkeit verliehen.
Das aktuelle Familienwappen des einzigen Stammes zeigt auf der Grundlage des Wappenbriefes von 1564 für den Zweig der Arco auf Valley und der Arco-Zinneberg in Gold 3 blaue Bogen mit den Sehnen abwärts übereinander. Der Schild mit der Erlaucht-Krone liegt auf der Brust des gekrönten doppelköpfigen schwarzen Reichsadlers.

Stammwappen derer von Arco
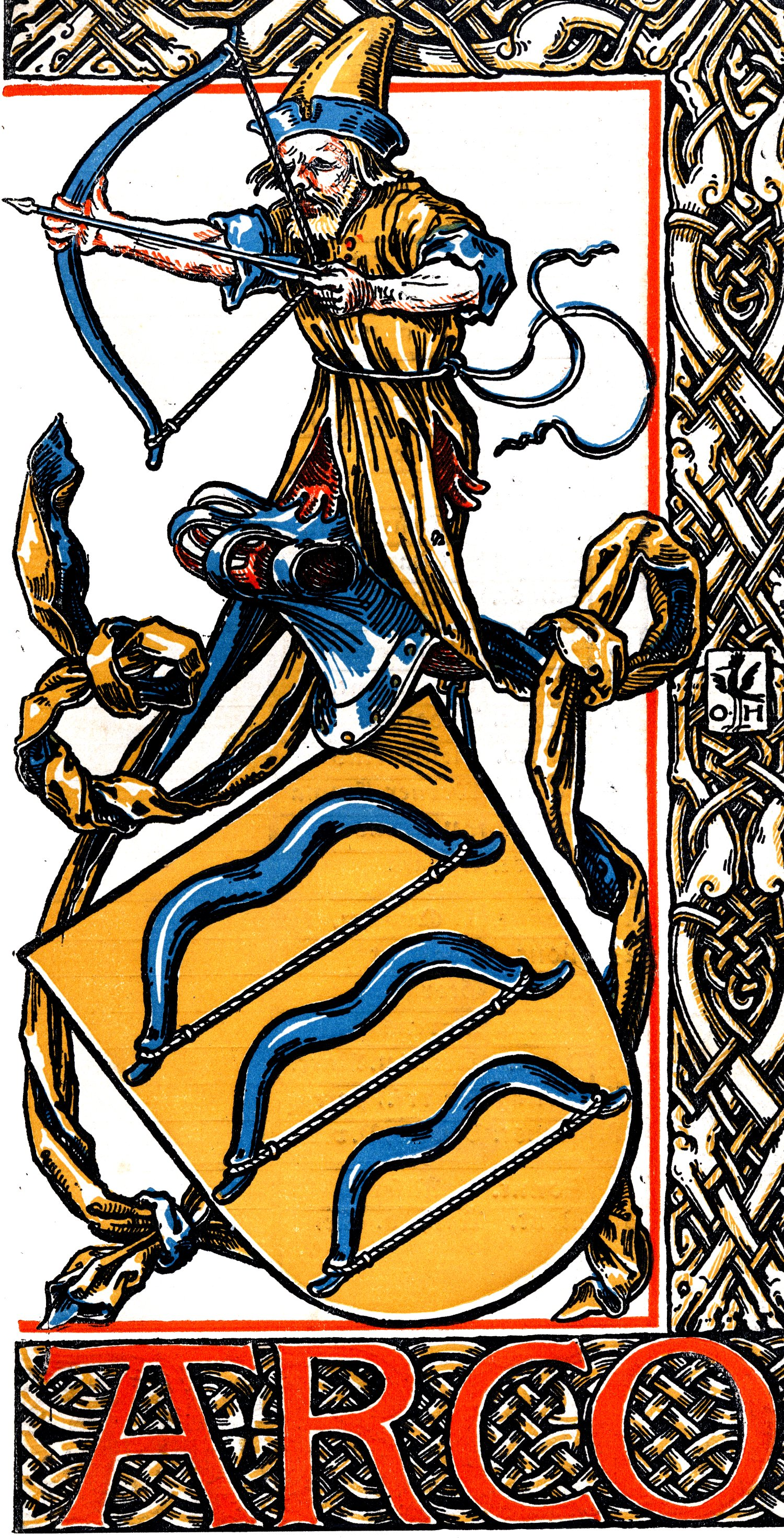
Wappengrafik von Otto Hupp im Münchener Kalender von 1900
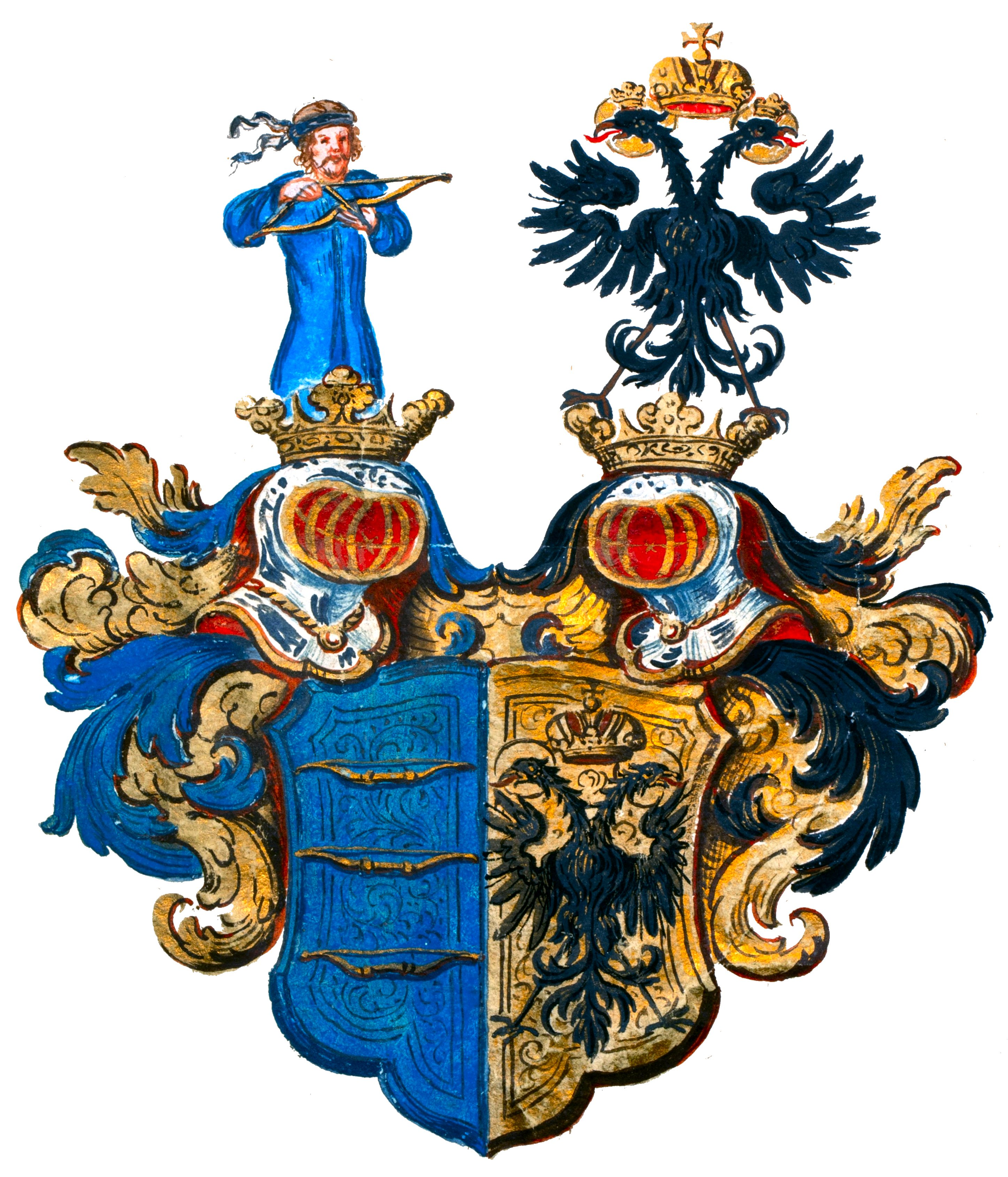
Gespaltenes Wappen des andreasischen Stammes mit Doppeladler

## Namensträger
- Aloys von Arco-Stepperg (gen. Louis, 1808–1891), Gutsbesitzer und Politiker
- Andreas (1454–1507), kaiserlicher Rat
- Anton (1355–1387), Kriegsführer, Kapitän der Veroneser Skaliger
- Anton (1381/82–1447), Reichsgraf
- Anton von Arco auf Valley (1897–1945), Mörder des bayerischen Ministerpräsidenten Kurt Eisner
- Christiane Maximiliane von und zu Arco-Zinneberg (1852–1923), Mitbegründerin des Marianischen Mädchenschutzvereins und der ersten Katholischen Bahnhofsmission
- Emanuel (1702–1767), Obersthofmeister der bayerischen Kurfürstin Maria Amalia
- Emmerich von Arco auf Valley (1852–1909), Diplomat und deutscher Ministerresident in Brasilien
- Ernestine (1779–1820), Ehefrau von Maximilian Josef Graf Montgelas
- Ferdinand Graf von Arco (1643–1703) wurde am 24. Juli 1703 beim Einmarsch in Tirol irrtümlich anstelle des weniger prächtig gekleideten bayerischen Kurfürsten Max Emanuel am Martinsbühel aus dem Hinterhalt erschossen. Seine Ehefrau Agnes Le Louchier war die langjährige Mätresse des Kurfürsten.
- Francesco Antonio d’Arco (1848–1917), letztes männliches Familienmitglied der mantuanischen Linie
- Franz Albert (1647–1709), Stammvater der mantuanischen Linie
- Friedrich (1124), frühestes erwähntes Familienmitglied
- Friedrich (1186/88–1237/38), Graf von Arco und Torbole
- Georg Anton Felix (1705–1792), Oberstkämmerer am Hof des Salzburger Fürsterzbischofs Hieronymus Graf Colloredo
- Georg (1869–1940), Physiker, Ingenieur, Pionier der Radiotechnik, Direktor von Telefunken
- Gerhard († 1528), kaiserlicher Feldherr, Söldnerführer
- Giovanna (1880–1973), Marchesa Guidi di Bagno, letztes italienisches Familienmitglied
- Ignaz (1741–1812), Sprecher der bayerischen Landschaft
- Johann Baptist (1650–1715), bayerischer Generalfeldmarschall, Träger des spanischen Ordens vom Goldenen Vlies
- Johann Baptist Gerhard (1739–1791), Nationalökonom
- Johann Philipp (1652–1704), kaiserlicher Feldmarschallleutnant und Kommandant der Festung Alt-Breisach
- Joseph Adam (1733–1802), Bischof von Königgrätz und Fürstbischof von Seckau
- Joseph Franz Valerian von Arco (1686–1746), Fürstbischof von Chiemsee 1730–1746
- Karl (1769–1856), hoher kurfürstlicher und königlich bayerischer Amtsträger
- Karl von Arco auf Valley (1836–1904), Schlossherr von Adldorf, Wildtier- und Pferdezüchter
- Ludwig (1773–1854), Ehemann und Obersthofmeister der Kurfürstin Witwe Maria Leopoldine von Österreich-Este
- Ludwig Aloys von Arco auf Valley (1845–1891), deutscher Botschafter
- Ludwig von Arco-Zinneberg (1840–1882), katholischer Vereinsfunktionär und Politiker, Gründer des Bayerisch-Patriotischen Bauernvereins Tuntenhausen
- Ludwig (1845–1891), deutscher Botschafter
- Maria Leopoldine (1776–1848), verheiratet mit Ludwig Graf Arco, Erzherzogin von Österreich-Este und Kurfürstin von Bayern
- Max von Arco-Zinneberg (1908–1937), deutscher Automobilrennfahrer
- Maximilian von Arco auf Valley (1806–1875), bayerischer Gutsbesitzer, Begründer der Linie der Grafen Arco auf Valley
- Maximilian von Arco-Zinneberg, genannt der „Adlergraf“ (1811–1885), Jäger, Gutsbesitzer, Schlossherr von Zinneberg
- Mechtilde Christiane Marie Gräfin von und zu Arco-Zinneberg, besser bekannt als Mechtilde Lichnowsky (* 8. März 1879 auf Schloss Schönburg; † 4. Juni 1958 in London; in zweiter Ehe Mechtilde Peto)
- Monica von Arco auf Valley, geb. Gräfin Droste zu Vischering, Gutsbesitzerin und Brauereiinhaberin
- Nikolaus (1492/93–1547), Humanist und Poet
- Otto von Arco auf Valley (1921–1989), Gutsbesitzer, Brauereiinhaber und Botaniker
- Prosper (1522–1572), kaiserlicher Gesandter am Hl. Stuhl
- Prosper (1615–1679), kurfürstlich bayerischer Statthalter von Ingolstadt und bayerischer Hofkriegsratspräsident[96]
- Riprand (1203–1265), Graf von Arco und Torbole
- Riprand von und zu Arco-Zinneberg (1955–2021), Unternehmer, Guts- und Brauereibesitzer
- Scipio (ca. 1519 – ca. 1574), Herr von Joslowitz
- Ulrich „der Gepanzerte“, Potestà von Brescia und Cremona
- Ulrich (1470–1528), Renaissancefürst
- Ulrich-Philipp von und zu Arco-Zinneberg (1917–1980),[87] Oberleutnant zur See, U-Boot-Kommandant, Besitzer von Schloss Sankt Martin im Innkreis
- Vinciguerra (1375/76–1444), Reichsgraf
- Vinciguerra (nach 1520 bis nach 1592), königlicher Kämmerer in spanischen Diensten, Söldnerführer
- Vinciguerra (1642–1721), erster Arco’scher Grundbesitzer in Bayern